# Bermuda-háromszög
A Bermuda-háromszög, vagy más néven az Ördög háromszöge egy terület neve az Atlanti-óceánon, amely repülőgépek és hajók különös eltűnéséről vált ismertté. Az eltűnésekkel kapcsolatos dokumentációk hiányossága miatt sokan paranormális és természetfeletti jelenségekkel, vagy éppen földönkívüliek jelenlétével magyarázzák az eseteket, de született számos tudományos alapokon nyugvó magyarázat is. A legkevésbé ismert, de legracionálisabb alapokon álló elmélet (Lawrence David Kusche) szerint maga a rejtély nem létezik, a Bermuda-háromszög csupán a tengerészlegendák megszokott változatainak egyike, melyet néhány író fantáziája nagyított fel és tett ismertté világszerte.
Földrajzilag a háromszöget Bermuda szigete, Puerto Rico és Miami rajzolja ki.

## A legenda
A Bermuda-háromszöghöz kötött események jelentős része nem azokon a vizeken történt, mint amit Bermuda-háromszögként a térképek ábrázolnak, hanem egy jóval kiterjedtebb részén az Atlanti-óceán északi felének.

### Története
Különösebb jelentősége a második világháborúig nem volt, ám ekkor harci repülőgépek és hajók tűntek el titokzatos módon. Erre figyelt fel az amerikai sajtó, megteremtve ezzel a 20. század egyik legnagyobb legendáját. A Legenda kutatói visszamenőleg is több rejtély nyomára bukkantak, egészen Kolumbusz Kristóf 1492-es útjáig.
A Legendát 1950-ben E. Johnson egy cikke az Associated Pressben teremtette meg (lásd alább, Sandra teherhajó). 1964-től, Vincent Hladis cikkcíme után nevezzük a területet Bermuda-háromszögnek. Végül 1974-ben Charles Berlitz könyve öntötte végleges formába.
Már a rá következő évben, 1975-ben Lawrence David Kusche cáfolta Berlitz teóriáit. Rámutatott, hogy Berlitz gyakran irodalmi műveket hoz forrásul, homályosítja a tényeket az időjárás vagy a hajó (repülő) állapotát illetően. Kusche az aprólékos kutatómunkájának eredményét 1979-ben, a Bermuda-háromszög rejtélye (megfejtve) című könyvben tette közzé, de a Berlitz és közte eltelt idő túl hosszúnak bizonyult, a Bermuda-háromszög bevonult a köztudatba, és főképp Berlitz bestsellerének következtetéseivel. L. D. Kusche munkájának eredményeit eddig senki sem tudta tényszerűen megcáfolni. Ezért a Bermuda-háromszögben paranormális erőket sejtők hitelrontással próbálkoztak: azt kezdték híresztelni, hogy a floridai idegenforgalomban érdekelt cégek pénzelték le a rejtélyt cáfoló könyvének megírására.

### Az eltűnések
A következő három eset a legtipikusabb és legismertebb a Bermuda-háromszög rejtélyei közül:
- A Mary Celeste és a Dei Gratia nevű hajók együttes esete: 1872 decemberében az angol Dei Gratia New Yorkból Gibraltár felé tartott, amikor szembetalálkozott egy különös hajóval. David Morehouse kapitány meglepődve ismerte fel benne a Mary Celeste-t, amely egy hónappal korábban hagyta el New York kikötőjét, ezt követően azonban nyomtalanul eltűnt. Mivel a jelzéseire senki sem válaszolt, a kapitány csónakot küldött a néma hajó átvizsgálására. Fedélzetén egyetlen ember sem volt.
- 1918-ban tűnt el az amerikai haditengerészet Cyclops nevű, 19 000 tonnás szállítóhajója: 309 tengerésze közül egy sem került elő.
- 1948. január 29-én a Star Tiger nevű, Avro Tudor típusú négymotoros repülőgép hatfőnyi legénységgel és 25 utassal, köztük A. Cunninghammel, a brit légierők marsalljával, 380 mérföld távolságban volt a Bermuda-szigetektől. A földi központ rádiótávírásza még vette a közlést: „Az időjárás és a repülés kitűnő”, ezt követően azonban a repülőgép nyomtalanul eltűnt. (Andrew Browne Cunningham marsall valójában 1963. június 12-én hunyt el.)

A legnagyobb érdeklődést mégis a 19. repülőraj öt darab Avenger típusú repülőgépének egyidejű eltűnése, valamint még aznap a kereső Martin Mariner hidroplán eltűnése váltotta ki. A közismert Harmadik típusú találkozások című film is erre utal a sivatagban előkerülő második világháborús géptípussal.
Mindezek az esetek Charles Berlitz könyvéből valók, és egyetlen forrásmegjelölést, vagy bármilyen adatolást nem tartalmaznak. Érdekes módon 1973 októbere óta (vagyis Berlitz könyvének megjelenése után) egyetlen új esetet sem említettek a Bermuda-háromszögből, pedig a világ már erre figyelt.

### Az esetek jellemzői a legendában
Az eltűnések és rejtélyes esetek leírása alapján a Bermuda-háromszögbeli események jellemzői:
- Számos hajó süllyedt el úgy, hogy túlélő nem maradt, és a katasztrófák helyén árulkodó tárgyat, nyomot (hajóroncs, olajfolt stb.) nem találtak.
- Néhány esetben a hajó sértetlen állapotban, de legénység nélkül bukkant fel.
- Előfordult, hogy a hajó fedélzetén tartózkodókat halva találták. Külsérelmi nyomok a halottakon nem voltak fellelhetők.
- A repülőgépek és a hajók a katasztrófákat megelőző percekben vagy semmilyen jelzést nem adtak, vagy meg-megszakadó kapcsolattal azt közölték, hogy műszereik nem használhatóak, össze-vissza jeleznek.
- Általánosan tényként emlegetett adat szerint az időjárás mindig tiszta, szélcsendes, ideális.

### A szkeptikus álláspont
| „                       | Egyáltalán nem lehetséges olyan elmélet, amely a rejtélyt megoldja. A Háromszögben történt valamennyi szerencsétlenség és eltűnés közös okát keresni ugyanis semmivel sem logikusabb próbálkozás annál, mint ha például feltennénk, hogy egyetlen közös okra fogjuk visszavezetni az összes autóbalesetet, ami Arizonában valaha is megesett | ” |
| – Lawrence David Kusche | |   |

A legenda kutatóinak az eseteket önmagukban és egyenként kellene vizsgálni, vagy a legenda általánosító közléseit felülvizsgálni. Amikor megbízható adatok állnak rendelkezésre, a legtöbbször azonnal meg is jelenik a logikus magyarázat. Lehet-e például rejtélynek tartani a Rubicon esetét, amikor a Meteorológiai Szolgálat aznapi jelentése szerint hurrikán csapott le a kikötőre, ahol horgonyzott? Csak azok az esetek maradnak tisztázhatatlanok, amelyeknél semmilyen információ nem áll rendelkezésre. Az információhiány azonban itt sokszor azt is takarhatja, hogy a szóban forgó baleset számos részlete légből kapott, némelykor az egész eset koholmány. Igen sok balesetet írnak a Bermuda-háromszög számlájára, melyek valójában nem ott, de még csak a közelében sem történtek, mint például az ír partok közelében lezuhanó Globemaster repülőgép. Az eltűnt hajók és járművek jó részénél az útvonal ugyan áthaladt a Bermuda-háromszögön, de az eltűnés ténye miatt semmilyen bizonyíték nincs arra nézve, hogy valóban ott pusztult el. Az Atalanta esetében például hatszor nagyobb a valószínűsége, hogy Anglia és Bermuda között tűnt el, mint hogy a Háromszögben, vagy a Cyclops, amelynek roncsát 1974-ben Norfolk közelében találták meg. De a Raifuku Maru, amely Angliából tartott Bostonba, nem is érintette a térséget.
A szkeptikus megközelítést a közvélemény hangulata és elfogultsága meglehetősen megnehezíti. Amíg Charles Berlitz könyve mindennemű, bizonyítékként szolgáló adat nélkül bestsellerré vált, és soha senki sem várta el tőle, hogy bármit bizonyítson, addig Lawrence David Kusche minden mondatát ízekre szedték és mindegyikhez forrást vártak el. Kusche megtette, amit ez ügyben megtehetett, de a teljes adatnélküliségű eseteknél sokszor csak addig juthatott el, hogy feltegye a kérdést: létezett-e egyáltalán az a jármű, amelynek az eltűnéséről Berlitz beszél.

## A Bermuda-háromszög eseményei
A Bermuda-háromszögben, de leginkább annak környékén az évek során számos baleset következett be. Az alábbiak a dokumentált eseteket gyűjtik össze. A Bermuda-háromszöggel kapcsolatos irodalom általában a balesetek magyarázataival foglalkozik, vagy egy-egy eset kutatásával. Eddig egyetlen olyan forrásjegyzékkel alátámasztott valódi kutatómunka született, amely az összes szóba jöhető esemény valódi körülményeivel foglalkozik, elkezdve a korabeli időjárásjelentésektől, keresztül a biztosítótársaságok jegyzékein, egészen az esetleges szemtanúk megszólaltatásáig. Ez a munka Lawrence David Kusche könyve, a Bermuda háromszög rejtélye (megfejtve). Az irodalom és a kutatások legtöbbje készpénznek veszi, hogy a Bermuda-háromszögben rejtélyes eltűnések és balesetek történnek, ezért a rejtély okaival foglalkoznak, akár tudományos módszerrel, akár misztikus megközelítéssel. Kusche könyvének konklúziója azonban az, hogy a Bermuda-háromszögben gyakorlatilag egyetlen rejtélyes baleset sem történt.
Az alábbiakban a Legenda megnevezés, ahol más forrás nem szerepel, Charles Berlitz Bermuda-háromszög című könyvét jelenti.

### 1492 – Kolumbusz
Kolumbusz a Sargasso-tenger környékén álló vízről, szélcsendről és hínártengerről írt a hajónaplójában. Egyik fejezetben ismeretlen repülő tárgyakat is említ. A tengerészlegendák ezeket később felnagyították és már szabálytalanul működő iránytűről, különös fénytüneményekről és mindenféle egyéb baljós jelekről beszéltek. A Legenda szempontjából mégis érdektelen, csak azért szokták emlegetni, hogy bebizonyítsák, már a legelső arra járó európai hajós is megküzdött a rejtélyekkel. Hozzá kell tenni, hogy a Kolumbusz által átszelt Sargasso-tenger csak piciny délnyugati csücskével nyúlik be a Bermuda-háromszögbe.

### 1840. augusztus –Rosaliefrancia kereskedelmi hajó
A Rosalie nevű hajót elhagyatottan, de máskülönben teljes épségben találták Nassau közelében. Fedélzetén csak egy kanári tartózkodott a kalitkájában. Nem kapott léket és szállítmánya is érintetlen volt.
Az információ egyetlen újságcikkből való. A cikk már a hajó nevét illetően is tévedésben van, mivel sem a Lloyd biztosító társaság, sem semmilyen más hivatalos szerv nem tud Rosalie nevű hajóról. Ezzel szemben a Lloyd szerint egy Rossini nevű, Hamburgból Havannába tartó hajó feneklett meg a Bahama-csatornában augusztus 3-án. Utasait még aznap megmentették, augusztus 17-én már elhagyatottan talált rá egy másik hajó, majd az üres hajót Havannába vontatták. A Rosalie és a Rossini azonossága ugyan kétséges, de jelenleg az egyetlen racionális magyarázat. A cikk írója valószínűleg csak hallomásból szerzett tudomást az esetről, jelentőségét és forrásértékét a 6. oldali megjelenés is mutatja. Sem a The Times, sem más korabeli médium a továbbiakban nem foglalkozott az üggyel.

### 1854. április –Bellabrit hajó
A Bellát a Legendában épp csak megemlítik, mivel a történet eredeti származási helyén (H. T. Wilkins könyve) sem bővelkedik konkrétumokban. Ezen kívül semmilyen egyéb adat nincs róla: a hajótörések hivatalos jegyzékében nem szerepel, ezen felül a Lloyd társaság hajójegyzéke az 1852-ben épített Bella eltűnéséről nem tesz említést.
Wilkins leírása szerint azonban a Bella hat nappal a Rio de Janeiro kikötőjéből történt kifutása után pusztult el, vagyis legfeljebb 2000 km-re juthatott Riótól északra. E pont pedig 3600 km-re van Barbadostól, a Bermuda-háromszög délkeleti csücskétől délre. Vagyis a Bella – ha el is tűnt – nem kapcsolható a Bermuda-háromszöghöz.

### 1866 –Lottasvéd vitorlás
A Legenda szerint Göteborgból Havannába menet tűnt el. D. L. Kusche állítása szerint erről a hajóról semmilyen forrásból nem tudott adatot szerezni, ezért létezése kétséges. Mindenesetre a Göteborgból Havannába tartó hajóútvonalnak csak igen kis szakasza esik a Bermuda-háromszögbe, és a hajó az útja során bármikor és bárhol balesetet szenvedhetett.

### 1868 –Viegospanyol kereskedelmi hajó
A Viegóval kapcsolatban pontosan annyi információ áll rendelkezésre, mint a Lotta nevűről, vagyis gyakorlatilag semmi.

### 1872. december –Mary Celestebrit kereskedelmi hajó
A Bermuda-háromszög legnagyobb rejtélyeként emlegetik, a rejtélynek azt a típusát, amelyben érintetlen hajót találnak legénység nélkül, erről a hajóról nevezték el. Tették azt annak ellenére, hogy megtalálási helye: É 30°20’ Ny 17°15’. amely hely 1060 km-re van Gibraltártól nyugatra, ráadásul a hajó New Yorkból Genovába tartott, így a Bermuda-háromszöget egyetlen pillanatra sem keresztezte. A hajónapló utolsó bejegyzése november 24-én kelt, amikor a briggszkúner 180 km-re nyugatra volt az Azori-szigetektől.
Saját korában a The New York Times beszámolói szerint szenzációt keltett, de nem olyat, amivel a mai Bermuda-rejtélyt azonosítjuk. A Mary Celeste-et megtaláló Moorhouse kapitányt kalóznak tartották, később biztosítási csalással vádolták.
Az esetet Sir Arthur Conan Doyle is feldolgozta 11 évvel később, és az általa használt Marie Celeste névváltozat terjedt el a Legendában is, készpénznek véve, amit a kitűnő író papírra vetett. Abból, amit ma a közhiedelem a Mary Celeste történetéről tudni vél, számos mozzanat Doyle képzeletéből fakadt, egyben azonban minősíti Charles Berlitz kutatómunkáját is.

### 1880 –Atalantabrit haditengerészeti kiképzőhajó
Az Atalanta január 31-én futott ki Bermuda szigetéről Portsmouth kikötője felé, vagyis egyetlen pillanatra sem hatolt be a Bermuda-háromszögbe. 1880. április 13-i az első hír arról, hogy az Atalanta nem érkezett meg. A cikk rögtön megadja a magyarázatot is: „... félő, hogy az utóbbi időben uralkodó viharos szelek kormányozhatatlanná tették a hajót és eltérítették útvonaláról...” A cikk még nem meri említeni a végső lehetőséget, a hajó elvesztését, de a viharos időjárás egyértelmű.
Az Atalanta keresése az indulása után 72 nappal indult meg, úgy, hogy teljes útvonalán keresni kellett, mivel semmit sem lehetett tudni szerencsétlenségének helyéről és idejéről. Nincs tehát csodálnivaló azon, hogy nem találtak semmit. A keresést június 10-én zárták le, négy és fél hónappal a hajó indulása után.

### 1881 –Ellen Austinbrit hajó esete az ismeretlen elhagyott hajóval
Az alaptörténet szerint az Ellen Austin elhagyott hajót talált, amelyre mentőlegénységet küldött. A két hajó nemsokára elszakadt egymástól, és mire újra találkoztak, a mentőcsapatnak is nyoma veszett. Újabb mentőakciót az Ellen Austin kapitánya már nem tudott szervezni, mert senki sem állt kötélnek, ezért végül a gazdátlan hajót sorsára hagyták. A Legendának már olyan változata is van, miszerint még egy legénység átment menteni, de egy hirtelen támadt szélvihar ismét elválasztotta egymástól a két hajót, és a lelenc ezúttal végleg eltűnt.
Az elérhető legalaposabb kimutatások sem alkalmasak arra, hogy a Legenda ismeretlen nevű elveszett hajóját azonosítsuk. Sem a The New York Times, sem a The Times nem közölt az adott időben cikket ilyen eseményről. A Lloyd biztosítótársaság 1881-ben nem regisztrált elveszett hajót. Az Ellen Austin St. John's kikötőjébe tartott, ezért L. D. Kusche végigtanulmányozta a The Newfoundlander 1881-82 évfolyamait, és abban sincs hír az esetről. Ezért az Ellen Austin története vagy R. Gould (ld. 7. jegyzet) agyszüleményének tekintendő, vagy igazi rejtély.

### 1884 –Miramonolasz kereskedelmi hajó
A Miramon esete a Lotta és a Viego történetéhez hasonlóan megbízható forrásból teljesen adatolhatatlan. Vagy létezett, vagy nem. A Legenda csak annyit tartalmaz, hogy New Orleansba tartott, de hogy honnan és milyen útvonalon, azt nem.

### 1902. október –Freyanémet kereskedelmi hajó
A Freya Legendában szerepeltetése tulajdonképpen érthetetlen. A hajó Manzanillo városából, Kubából indult és úticélja a tűzföldi Punta Arenas kikötője volt, ahová kőzúzalékot szállított. A Freya-legenda valamennyi változata a The Nature folyóirat 1907. április 25-én közölt cikkére alapul, ahol egy mexikói földrengés áldozatai között, október 4-i datálással szerepeltetik. A Legenda csak azt emeli ki a cikkből, hogy a mondott időben gyenge volt a széljárás, a földrengést már nem. És általában senkinek sem tűnik fel, hogy a kubai Manzanilloból elindulva egy nap alatt a hajó semmiképp sem érhetett olyan földrajzi pozícióba, hogy egy mexikói földrengés hasson rá, de nem is esik útba Kubából Tűzföldre haladva Mexikó (épp az ellenkező irányban van).
A magyarázat a Lloyd társaság 1900-1904 évi Nyílt tengeren elhagyva című nyilvántartási füzetében rejtőzik, amelynek 446. oldala szerint a Mexikó nyugati részén lévő Manzanillo város volt a kiinduló kikötő. Vagyis a katasztrófa mindenképp a közép-amerikai földnyelv túlsó felén történt, nem a Bermuda-háromszögben, és természetes okait már a saját korában is ismerték.

### 1902. november –Sprayés Joshua Slocum
Joshua Slocum híres sportvitorlázó volt, megkerülte a Földet, hatalmas tengeri viharokat vészelt át. 1902. november 14-én tengerre szállt a massachusettsi Martha's Vineyard szigeten, és többet nem került elő.
Slocum az alig tízméteres Spray nevű szlúpján hajózott. Semmi különös nincs abban, ha egy ilyen kicsiny hajó nyom nélkül tűnik el. Eltűnéséről rengeteg feltevés született, de valódi körülményei ma is ismeretlenek. Olyan közlés is napvilágot látott, hogy Slocum szándékosan tűnt el a világ szeme elől, de van, aki tudni véli, hogy Slocumot és a Sprayt egy ötszáz tonnás postagőzös ütötte el a Kis-Antillák Tortuga nevű szigetének közelében.

### 1918. március –Cyclopshaditengerészeti szénszállító

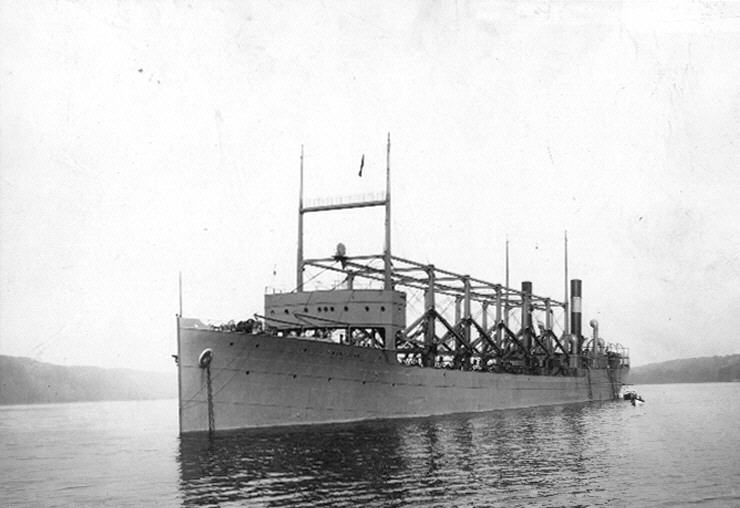
A Cyclops 1911. október 3-án a Hudson-folyó torkolatában

A Cyclops (19 600 tonnás, 309 fő legénység, 180 méter hossz) március 4-én Barbadosból indult utolsó útjára és Norfolkba tartott. Az elbeszélések elvetik az aknára futás elméletét, a német tengeralattjáró-tevékenység lehetőségét, valamint csendes időjárásról beszélnek. A baleset oka ma is ismeretlen, ezért gyakran idézik Woodrow Wilson egy mondatát: „.. csak Isten és a tenger tudja, mi történt a nagy hajóval”. A Legenda nagy hangsúlyt fektet arra a tényre, hogy ez volt az első rádióval is felszerelt hajó, amelyik eltűnt.
A Cyclops eltűnéséről csak április 14-én adtak hírt először a lapok (The Virginian Pilot és Washington Post). A haditengerészet hírszerzése májusban az alábbi lehetséges okokat adta meg:
1. ... a legénység fellázadt, hatalmába kerítette és eltérítette szokásos útjáról.
2. A hajón tartózkodott Rio de Janeiro amerikai főkonzulja is, aki németbarát hírében állt, következésképp német kézre játszhatta a hajót.
3. Német tengeralattjáró megtorpedózta.
4. A mangán-dioxid rakomány esetleg felrobbanhatott.
5. A hajó alaptulajdonsága volt egy gyors és kellemetlen, de nem túl nagy mértékű ringás: szerkezetfáradás léphetett fel, amitől kettétörhetett vagy felborulhatott.
6. Woorley kapitány németországi születésű, vagyis átadhatta a hajót a németeknek, vagy közreműködhetett annak elsüllyesztésében.

A haditengerészet egyik elméletére sem talált semmilyen bizonyítékot. A rejtélyt 1920-ban Mahlon S. Tisdale korvettkapitány vallomása némileg érthetőbbé tette: még 1918-ban a Cyclopson szolgált, ahol észrevette, hogy a tartályok búvónyílásait egytől egyig nyitva hagyták. Amikor ezt jelentette a kapitánynak, az volt a válasz, hogy a haditengerészet hajóépítő telepétől kapta az utasítást, miszerint így kell azokat tartani. Tisdale véleménye szerint a végzetes úton a rakomány megcsúszhatott, és a hajó felborult, mielőtt bárki elhagyhatta volna. Yates fregattkapitány azonban cáfolta, hogy a hajóépítő műhely ilyen utasítást adott volna ki.
Egyes vélemények szerint a hajót túlterhelték, a nagy tömegű rakomány miatt kettétört, vagy kiszakadt a feneke.
A hajó utolsó dél-amerikai útján szolgáló Conrad A. Nervig 1969-ben tette közzé tapasztalatait: „Megzavart, amikor olyasféle hangot hallottam, mint amikor két fémlemezt egymáshoz dörzsölnek... A hajó oly mértékben dolgozott, hogy ahol a gőz- vagy vízcsövek a hajótörzs részeivel érintkeztek, a mozgást szabad szemmel is látni lehetett. A hajó közepén a fedélzet emelkedett és süllyedt...”
1968-ban Dean Hawes a Scorpion (ld. alább) atom-tengeralattjáró roncsait kereste, Norfolktól 120 km-re keletre, 60 méter mélységben egy roncsot talált, amelyet később a Cyclops roncsaként azonosított. Ez a felfedezés segített megoldani a Cyclops rejtélyét. Mivel egyik motorja nem működött, maximális sebessége 10 csomó volt. A roncs helyére legkevesebb hat napos út után juthatott el, vagyis március 10-én éjszaka. Az Egyesült Államok ashville-i Országos Meteorológiai Központjának adatai szerint március 7-től 11-ig 40-60 mérföldes (70–110 km/h) erejű vihar tombolt Norfolk térségében. Március 10-én a The Virginian Pilot viharjelzés kiadásáról tudósított.

### 1921. január –Carroll A. Deeringötárbócos szkúner
A hajóról szóló történetek igen változatosak, sokszor egymásnak ellentmondóak. A legendák közös elemei: felvont vitorlákkal találtak rá a Gyémánt-zátonyokon megülve, legénység nélkül, amely nyom nélkül eltűnt. Egyes legendavariációk szerint a hajókonyhában még főtt az ebéd.
A valóság: a tenger olyan viharos volt, hogy a mentőcsónakokkal csak 400 yardra közelíthették meg a hajót, és innen állapították meg a legénység hiányát. Február 4-ig tartott, mire a mentőcsapatok és a kárfelmérők megközelíthették a zátonyra futott hajót, és megállapíthatták, hogy a hajó menthetetlen. „... a legénység megpróbált mentőcsónakokon partra jutni. Az általános vélekedés az, hogy a mentőcsónakokat felborította a tomboló erejű szél, vagy hogy a fedélzetére vette őket egy másik hajó” E második feltevés valószínűleg nem következett be, mert a hajó utasairól azóta sincs hír, bár ugyanebben az időben egy gőzhajó, a Hewitt is nyomtalanul eltűnt, és a The New York Times június végén cikksorozatban tárgyalta az esetet, majd arra a megállapításra jutott, hogy a hajókat kalózok térítették el, a legénységet foglyul ejtették. Kalóztevékenység nélkül is veszélyes volt azonban a térség 1921 januárjában: „A Meteorológiai Központ illetékesei (szerint)... a tucatnyi vagy még több hajó azoknak a szokatlanul erős viharoknak esett áldozatul, amelyeknek egész sorozata tombolt... Egy sereg hajó átvészelte a februári viharok egyikét-másikát, és súlyos sérülések árán eljutott a kikötőjébe”.
A legénység, a kapitány és a kalózok szerepéről további adatok láttak napvilágot később, melyek szerint a kapitány nem volt elégedett a legénységgel, néhány tagját még Barbadoson bebörtönözték.

### 1925. április –Raifuku Marujapán kereskedelmi hajó
A Legenda: csendes áprilisi reggelen a Raifuku Maru kétségbeesett vészhívását fogták, és sem a hajót, sem a legénységét nem találták meg többet. (A Legendában tévesen Raiuike Maru néven szerepel.)
A Bostonból Hamburgba tartó hajó az indulását követően hamarosan óriási viharba került. Április 19-én reggel vészjelzést adott le, amelyet a Homeric nevű óceánjáró vett. A második rádióüzenet szerint a Raifuku Maru összes mentőcsónakja összetört. A Homeric már látta a hajót, amikor az a dühöngő viharban elsüllyedt, esélyt sem adva a túlélők megmentésére. A Homeric pozíciója a Raifuku Maru megpillantásakor: É 41°43’ Ny 61°39’.
A Raifuku Maru tehát számos ember szeme láttára viharban süllyedt el, ráadásul messze a Bermuda-háromszögtől, a Bermuda-szigettől 1200 km-re északra, Bostontól 700 km-re keletre.

### 1925. december –Cotopaxiteherhajó
A Cotopaxi esete gyakran tűnik fel a Bermuda-háromszög emlegetése kapcsán, valójában gyér adatok állnak rendelkezésre róla. Charlestonból Havannába menet eltűnt.
A Cotopaxi csavargőzös november 29-én futott ki a dél-karolinai Charleston kikötőjéből, december 1-jén jelentette, hogy víz tört be a rakterébe. A Lloyd Társasághoz december 18-án érkezett a jelentés, miszerint a hajóval 8-a óta nincs kapcsolat.
A Lloyd veszteségjegyzékek dátumai alapján a hajó hatalmas viharba került, a korábban a rakterébe beszivárgott víztől megdőlten, vélelmezett elsüllyedése egyáltalán nem lenne csodálható.
2020-ban valószínűleg megtalálták a hajó maradványait a floridai St. Augustine partjainál. Az amerikai Science Channel Hajóroncsok titkai című sorozatának premier epizódjában a Cotopaxi történetét mutatják be.

### 1926. március –Sudoffcoteherhajó
A Port Newark Transmarine Corporation tulajdonában álló Sudoffco 1926. március 13-án New Jersey kikötőjéből indulva tűnt el a Bermuda-háromszögben.
Március 22-én kellett volna Panamához érnie, és április 7-én rendelték el a keresését. A The New York Times állítása szerint a Sudoffco épp akkor hajózott délre a part mentén, „amikor az egész partvidéken viharok söpörtek végig”. Az Aquitania óceánjáró akkor közeledett New Yorkhoz, amikor a Sudoffco kifutott. Kapitányának jelentése szerint útját olyan tengeren tette meg, „amilyen rosszat még életében nem látott, és a szélrohamok trópusi ciklonokként tartották vissza a hajót”.

### 1931. október –Stavengernorvég halászhajó
A Bahamák egyik szigete, Cat Island közelében, 43 emberrel a fedélzetén tűnt el.
A hajóról csak a Legenda tud. A The New York Times, a The Times, Hocking tengeri szerencsétlenségekről szóló kézikönyve, a Lloyd Társaság jegyzékei vagy a Nassau Guardian sem tartalmaz adatot erről az esetről. Az oslói Norvég Tengerészeti Múzeum szerint 1931-33 között norvég hajó ilyen néven nem szenvedett szerencsétlenséget. A Norvég Hajózási és Navigációs Hivatal szerint egyetlen hasonló nevű norvég hajó létezett, az S/S Stavanger, amelyet 1925-ben építettek, de ez 1957-ben szenvedett hajótörést.

### 1932. április –John and Marykétárbócos szkúner
Bermudától 80 km-re délre találták magára hagyva a John and Mary kétárbócos halász-szkúnert.
A Legenda nem szól arról a körülményről, hogy a Tide Water Associated motoros hajó már március 8-án a fedélzetére vette a John and Mary legénységét, miután a motortérben robbanás történt, és a hajó irányíthatatlanná vált. Azt sem szokták hozzátenni, hogy a legénységet az É 38°58’ Ny 69°50’ földrajzi koordinátákon, vagyis 1000 km-re Bermudától északnyugatra, és New Jerseytől 500 km-re keletre vették fel. A hajó április 27-re az É 31°29’ Ny 63°29’ koordinátákat érte el (Bermudától nyugatra 180 km), mert a West Quechee gőzhajó ekkor ott találkozott vele.
Az eset szemléletesen mutatja, hogy alig negyven nap alatt hogyan sodródott egy gazdátlan hajó 1200 km-t Bermuda felé, ahol megtalálták.
Az eset végkifejlete szinte szatirikus: a halászhajót visszakapták tulajdonosai, hamarosan újra vízre szálltak vele, és még abban az évben július 9-én, a New Jersey-i May-fok közelében újra elsüllyedt. Hat utasát megmentették.

### 1935. augusztus –La Dahamaszkúner-yacht
A La Dahama különleges esete a Bermuda-háromszög Legendájának, hiszen a hajó is megkerült, az utasait is megmentették. Furcsasága az, hogy amikor a Rex olasz óceánjáró a fedélzetére vette a La Dahamán tartózkodókat, végignézték, ahogyan a hajó elsüllyed. Néhány nap múlva az Aztec nemcsak újra megtalálta az elsüllyedt hajót, de átszálltak rá és a hajót szerkezetileg épségben találták.
A Legenda némiképp ferdít a tényeken, mivel Ottino kapitány a jelentésében valójában ezt írta: „A yachtot merülő állapotban magára hagytuk, mert víz szivárgott a belsejébe.” A Rex utasai tehát nem látták elsüllyedni a hajót. Ráadásul a legénységet nagyjából 1600 km-re Bermudától északkeletre mentették meg (ötnapos vihar után, É 37°57’ Ny 51°55’ koordinátáknál), vagyis igen messze a Háromszögtől.

### 1940. február –Gloria Colitaszkúner
Az épületfát szállító szkúnert rejtélyes módon magára hagyva, gazdátlanul találták. A hajó elhagyásának látszólag semmi oka nem volt, mivel a tenger nyugodt és a hajón minden rendben volt.
A hajót Mobile kikötőjétől 250 km távolságra délre találták meg. Ez a Mexikói-öböl, a Mississippi torkolatának vidéke. Semmi köze a Bermuda-háromszöghöz. A new orleansi Parti Őrség jelentése szerint a hajó egész felépítménye romos, kormánya működésképtelen, a belső térben állt a víz, vitorláiból csak az elővitorla volt meg, a többi cafatokra szakadt. A hajó január 21-én indult Mobile kikötőjéből, 22-én viharjelzést léptettek életbe, majd 23-án egy másik hurrikán is elérte a térséget. Ezek után azt állítani, hogy a hajó elhagyására nem volt ok, erős túlzásnak minősíthető, az a körülmény, hogy megtalálása alkalmával már nyugodt volt a tenger, nem jelent semmit a balesetre nézve.

### 1941. november –Proteusszállítóhajó
A Virgin-szigeteki St. Thomas kikötőjéből induló, bauxitot szállító Proteus Portlandba tartott, de sosem érkezett meg. (ld. Nereus)

### 1941. december –Nereusszállítóhajó
A Nereus szintén St. Thomas kikötőjéből indult, úticélja Norfolk volt. Nem érkezett meg, ahogy testvérhajója, a néhány héttel korábban induló Proteus sem.
Mindkét hajót (a korábban már szintén elveszett Cyclops-szal együtt) 1911-13 között gyártották a newporti Hajóépítő és Szárazdokk Rt.-ben. 1913-tól a haditengerészet szállítóhajói, míg a húszas évek elején kivonták a forgalomból őket. Egészen 1940. decemberéig, vagyis majdnem húsz évig vesztegeltek Norfolkban, amikor az ottawai Saguenay Terminals Ltd. vásárolta meg mindkét hajót. A haditengerészeti vizsgálat álláspontja szerint valószínűsíthető, hogy a Proteust 1941. november 25-én, a Nereust december 10-én egy-egy német tengeralattjáró torpedózta meg. Bizonyíték egyik esetben sincs, mivel a német hadijelentések nem tartalmaznak erre vonatkozó adatot.

### 1944. október –Rubiconkubai teherhajó
A Legenda szerint a Rubicont kitűnő állapotban találták meg Florida közelében a nyílt tengeren, legénység nélkül. Charles Berlitz nem mulasztja el hozzátenni, hogy „nem találtak magyarázatot arra, miért nincs senki a hajón”. A hajó összes sérülése egy szakadt horgonylánc és a hiányzó mentőcsónak volt.
Tulajdonképpen már a Legenda megadja a rejtély magyarázatát, a szakadt horgonyláncot. A hajónapló utolsó bejegyzése szeptember 26-i keltezésű volt, ekkor érkezett a hajó Havannába. Szeptember utolsó napjaiban hurrikán tombolt Kubában, amely elszakította a horgonyláncot, és a hajót a kikötőből a tengerre sodorta. Ezért nem tartózkodott senki a fedélzeten.

### 1945. december 5. –19. repülőrajésMartin Marinerhidroplán

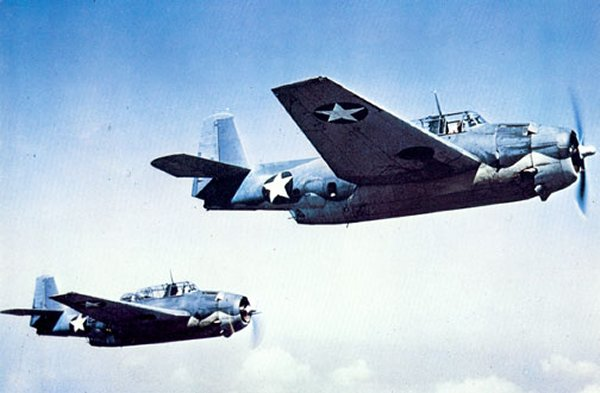
Avenger járőrbombázó, US-Navy

A Legenda ezzel az esettel szokatlanul bőbeszédű. Pontos adatokkal szolgál a repülőraj küldetéséről, résztvevőiről, és rádióbeszélgetéseikről. Így kezdődik: „1945. december 5-én, délután 14.10-kor öt Avenger típusú torpedóbombázó dübörgött végig a Fort Lauderdale-i haditengerészeti légikikötő beton kifutóján és emelkedett a levegőbe, hogy nekivágjon a repülőútnak, amelyből minden idők legnagyobb légi rejtélye kerekedett... mind az öt gépet gondosan előkészítették a repülésre. Az üzemanyagtartályokat színig töltötték. A motorok, iránytűk és a műszerek kifogástalan állapotban voltak... Mindnyájan tapasztalt, régi repülők hírében álltak. Az idő ragyogó volt...” A Legenda szerint 15.45-kor érkezett tőlük az első üzenet, amikor a leszállási engedélyt kellett volna kérniük, s ehelyett azt jelentették, hogy nem látják a földet és irányt tévesztettek. A drámai végkifejlet: „16.25-kor a parancsnok ismét az irányítótornyot hívta. »Fogalmunk sincs, hol vagyunk. A támaszponttól körülbelül 225 mérföldnyire északkeletre kell lennünk... olyan mintha...« Azután csönd.” Egy Martin Mariner hidroplán azonnal elindult a mentésre, aztán az is eltűnt. „Miért veszett nyoma a Marinernek akkor, amikor a repülőraj utolsó azonosított tartózkodási helye felé közeledett? Egy hajó 19.50-kor robbanást észlelt a levegőben és olajfoltot talált a tengeren, ám ez több mint három órával a Mariner eltűnése után történt.” Egyes legenda-változatok szerint Taylor hadnagy beteg, vagy ittas volt a bevetésen.
A Legenda ezúttal a csúsztatások és szándékos félremagyarázások szép tárházát mutatja. Történetesen ez az eset katonai gépekkel történt, és minden rádióbeszélgetés, minden létező paraméter rögzítésre került. A Legenda tényszerű tévedései (csak a fent említett adatokból):
- „Mindnyájan tapasztalt, régi repülők hírében álltak” – Az öt gép pilótái:

1. - Charles Carroll Taylor tartalékos hadnagy, repülőoktató
2. - Edward Joseph Powers Jr. százados, haditengerészeti repülőnövendék pilóta (VTB továbbképzés)
3. - George William Stivers repülőnövendék pilóta (VTB továbbképzés)
4. - Joseph T. Bossi zászlós, repülőnövendék pilóta (VTB továbbképzés)
5. - Forest James Gerber repülőnövendék pilóta (VTB továbbképzés)[35]

Taylor hadnagy kivételével valamennyi pilóta és a legénység összes többi tagja kiképzésen részt vevő növendék volt, Taylort viszont akkor helyezték a támaszpontra és ez volt az első repülése ezen a környéken.
- Az első keresőgép 18 óra 20 perckor szállt fel, a Martin Mariner hidroplán pedig 19 óra 27 perckor. A robbanást észlelő hajó pontosan ott tartózkodott, ahol a hidroplánnak huszonhárom percnyi repülés után lenni kellett.
- A haditengerészet vizsgálati jegyzőkönyvében nyoma sincs azoknak a furcsa mondatoknak, amik a Legenda szerint rádiózás közben elhangzottak.

Robert F. Cox hadnagy, vezető repülőoktató 15 óra 40 perckor éppen a levegőben volt saját feladatán, amikor vallomása szerint Powers névvel emlegetett pilóta beszélgetését fogta a gyakorlórepülések rádiócsatornáján. Ebben a beszélgetésben valaki (feltehetőleg Taylor hadnagy) azt kérdezte Powerstől, hogy mit mutat az iránytűje. Később ugyanezen a csatornán az alábbi beszélgetés zajlott Taylor és Cox hadnagyok között: „Mindkét iránytűm elromlott és a floridai Fort Lauderdale-t próbálom megtalálni. Föld felett vagyok, de az töredezett. Biztos, hogy korallzátonyok között vagyok, de nem tudom, mennyire lenn délen, és nem tudom, hogyan juthatok el Fort Lauderdale-be.”

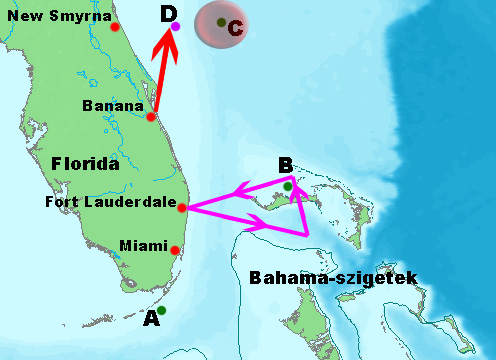
A szerencsétlenség főbb eseményeinek térképe. Jelmagyarázat: lila nyilak – a 19. repülőraj tervezett útvonala, piros nyíl – a Martin Mariner hidroplán útvonala, A – Taylor hadnagy becslése a 16.00 órai helyzetéről, B – a repülőraj valószínűsített helyzete 16.00 órakor, C – a repülőraj 17.50-kor számított helyzete, D – a robbanás pozíciója 19.50-kor

Rövid tényállás: mivel Taylor azt közölte Coxszal, hogy valahol dél felé repül, Cox dél-délnyugat irányban kereste a rajt. Ekkor gyengült, majd megszakadt a kapcsolata a 19. repülőrajjal. Ez csak azt jelentheti, hogy távolodott tőlük, vagyis Taylorék északabbra voltak. Port Everglades tornya 17 óra 59 percig kapcsolatban volt a repülőkkel. A rádiós bemérés szerint a repülőraj 17 óra 50 perckor New Smyrna város magasságában tartózkodott: „28. tény: 1945. december 5-én du. kb. 18.00-kor megközelítő pontosságú HF/DF pontot kaptunk az FT-28-ra, amely szerint az FT-28 17.50-kor egy 100 mérföld sugarú körön belül tartózkodott az északi szélesség 29° 15’ és a nyugati hosszúság 79° 00’ találkozásánál”
Taylor hadnagy egyszerűen eltévedt a gyakorlat során, és amikor úticéljától kissé elsodródva a Bahama-szigetek északi részén tartózkodott, azt hitte, hogy a floridai Nagy-Korallzátonynál jár. Ettől teljesen elvesztette a tájékozódóképességét, és sem az iránytűjének nem hitt (azt hitte, elromlott, ami az akkor használt pörgettyűs iránytűkkel gyakran előfordult), és nem hitt társainak sem, akik azt javasolták, hogy egyenesen nyugatra tartva mindenképp földet érnek. Ehelyett észak felé repültek, mert a Nagy-Korallzátonytól sem a nyugati, sem a keleti irány nem vitt volna szárazföldre. A rádióbeszélgetésekből kiderült, Taylor komolyan tartott attól, hogy besodródott a Mexikói-öbölbe, ezért egy darabig kelet felé is repült. A tájékozódás-vesztésnek ezt a formáját jól ismerik a repülők, ma már külön pszichikai tréninget tartanak a hatás kiküszöbölésére. Taylor nem adta át a parancsnokságot a raj egyetlen tagjának sem, akik még nagyjából tudták, merre járnak, és nem engedte a raj tagjait egyenként utat keresni, hanem együtt tartotta azt. Ezért veszett el mind az öt repülő.
A Martin Mariner hidroplán-típust pedig nem véletlenül nevezték repülő benzintartálynak, több is felrobbant közülük. A Gaines Mills gőzhajó által látott robbanás időben és helyben is pontosan akkor és ott történt, amikor és ahol a repülőnek tartózkodnia kellett. „A robbanás megadott helyzete 45 mérföldnyire volt a bananai hidroplánállomástól”
Friss hírek: 2020 februárjában három nyomozócsoport indította újra a kutatást a 19-es repülőraj után: mélytengeri kutatók, roncsbúvárok, illetve hadtörténészek a szárazföldön, levéltárakban, archívumokban. A mélytengeri kutatóhajót 2020 októberében a Covid-19 miatt leállították, ám a roncsbúvárok kutatása nem maradt abba. Ők találtak egy TBM Avenger torpedóbombázót a Bermuda-háromszög szélén, ahol minden jel szerint a 19-es repülőraj eltűnt. A közelben - halászok beszámolója alapján - még 3 vagy 4 roncs vár felfedezésre és azonosításra.  A hadtörténészek a személyes interjúk során találkoztak egy szemtanúval, aki kilencévesen látott egy lezuhant gépet. Amikor apja jelentette a haditengerészetnek, azt mondták neki, hogy a 19-esekhez tartozott. Később a gépet elvitték, és letagadták, hogy valaha is hallottak volna az esetről. A gépről a család "szuvenírként" elvitt egy fegyvert, amit most a hadtörténészek M2-es Browning géppuskaként azonosítottak, ezt használták a TBM Avengerben. Találkoztak még két rokonnal, Robert Cox hadnagy lányával, aki egy, a tragédiát megelőző esti bulizásról számolt be, ez erősíti a feltevést, hogy a pilóták - de legalábbis Taylor - másnaposak voltak. Egy rádiós rokona pedig egy táviratot mutatott a hadtörténészeknek, mely szerint "Félretájékoztattak benneteket, nagyon is élek. Georgie" . A rokon a távirat valódiságában nem kételkedik, és nem gondolja, hogy csalás áldozatává váltak volna, inkább azt, hogy George nagybátyja egyszerűen dezertált. A felkutatott bizonyítékok valószínűsítik, hogy a raj nem maradt együtt, egy vagy több repülőgép  visszaért a szárazföldre. A kutatások 2021-ben is folytatódnak.[forrás?]

### 1946. december 5. –City Belleszkúner
A Nassau kikötőjéből induló City Belle szkúnert kifogástalan állapotban, mentőcsónakjaival együtt találták meg a nyílt tengeren, legénység és utasok nélkül. A Legenda szerint az ügyben sosem tartottak vizsgálatot, pedig az legalább olyan rejtélyes, mint a Mary Celeste esete.
Vizsgálatra azonban nem volt ok. A City Belle hét főből álló személyzetét amerikai mentőhajó vette a fedélzetére, mivel a december 3-tól 6-ig tartó erős szelekben majdnem felborult. A hajó is megmaradt, utasai is túlélték, később visszakapták a kikötőbe vontatott szkúnert.

### 1947 –Superfortress
1947-ben egy amerikai Boeing B–29 Superfortress bombázó tűnt el 180 km-re Bermudától. A kutatás roncsokat nem talált, a légierő vizsgálati jegyzőkönyve gomolyfelhő felemelkedő légáramlatának számlájára írta az esetet.
Lawrence David Kusche erről az ügyről semmilyen információt nem tudott szerezni. Az esemény megtörténte kérdéses, mivel sem a megadott idő környékén megjelenő napilapok, sem a haditengerészet jelentései nem tartalmaznak 1947-ből ilyen jellegű eseményeket.

### 1948. január 30. –Star TigerTudor-IV repülőgép
A Legenda: hajnalban a repülőgép közölte a bermudai irányítótoronnyal a helyzetét, valamint azt, hogy minden rendben. Ez volt az utolsó üzenete. A gép eltűntekor és a kereséskor szép idő volt, ennek ellenére nem találtak semmit. A Polgári Légügyi Minisztérium felkérésére eljáró londoni bíróság az ügyet rejtélyesnek és megoldhatatlannak minősítette.
Ma már, amikor a médiában légikatasztrófákról szóló dokumentumsorozatokat adnak, könnyebb helyzetben vagyunk annak belátásában, hogy egy repülőgépen bármikor elromolhat valami, és az esetek többségében nincs idő vészjelzés leadására. A bíróság 1948-ban ezt állapította meg a gép karbantartásáról: „...a karbantartási nyilvántartások vizsgálatából két dolog derült ki... Bizonyos hibák rendszeresen visszatérnek... azokat nem javították ki, és a nagy ellenőrzések során sem küszöbölték ki őket. Másodszor: a repülőgép nem ritkán nem is jelentéktelen kijavítatlan hibákkal indult útnak nagy távolságra, utasokkal a fedélzetén...”
A repülő az Azori-szigetekről indult bermudai úticéljára, vagyis a Bermuda-háromszöget nem érintette. „A télen szokásos átlagos szélviszonyok mellett... a repülőgép a Bermudáig tartó 1960 tengeri mérföld megtétele után nincs elegendő tartalék üzemanyag birtokában ahhoz, hogy bármilyen más repülőtérre eljusson... Az útszakasz egész hosszában egyetlen repülőgép-megfigyelő állomás sincs.” A gép lisszaboni éjszakázása alatt javítani kellett az egyik iránytűt, amely az Azori-szigetekig ismét elromlott, itt megint javították. A Bermuda felé tartó úton a gép az előírt óránkénti helyzetjelentését hajnali 3 óráig teljesítette. A Star Tiger előtt egy órával induló Lancaster gép baj nélkül elérte Bermudát, de ezt a gépet is 122 km-rel térítette el az erős délnyugati szél, és magát a szigetet 160 km távolságról észlelte először vizuálisan. A Star Tiger menet közben az eredeti 3 óra 56 perces érkezési időt hajnali öt órára módosította az erős ellenszél miatt. A Legendával ellentétben a gép utolsó jelentkezése nem helyzetjelentés volt, hanem 3 óra 15 perckor az irányjelzés nyugtázása.
A gép 3 óra 15 perckor még a levegőben volt, 3 óra 50 perckor már nem. A vészhelyzetet csak 4 óra 40 perckor jelentették. A Star Tiger katasztrófájának oka kideríthetetlen marad a roncsok nélkül.

### 1948. március 6. –Al Sniderzsoké bérelt motoros yachtja
A Legenda: Al Snider, a nemzetközi hírű zsoké egy barátjával a Sandy-korallszirt mellett horgonyzott az Evelyn K nevű yachttal, majd kis csónakon távoztak a hajóról. Soha többet nem látták őket. Több ezer ember keresési akciója után néhány nap múlva az üres csónakot 70 mérföld távolságban találták meg.
A Legenda néhány fontos körülményt nem emleget: a csónakot oldalra dőlve találták meg, padlódeszkái töröttek, a motort eltávolították a helyéről. Március 5-én a márciusi szélsebesség-rekord megdőlt, 48 mérföldes (kb. 85 km/h) tartós szélsebességet mértek. Vasárnap (7-én) 170 láb hosszú bárkát is menteni kellett (Virginian) 15 láb magas hullámok közül (1 láb kb. 1/3 méter).
„A Legenda nem tartja érdemesnek, hogy Al Snider eltűnéséről szólván megemlítsen egy »apróságot«: a szélvihart, amely meglepte a kis csónak utasait, amikor gyanútlanul horgásztak az est sötétjében.”

### 1948. december 28. –DC-3típusú repülőgép

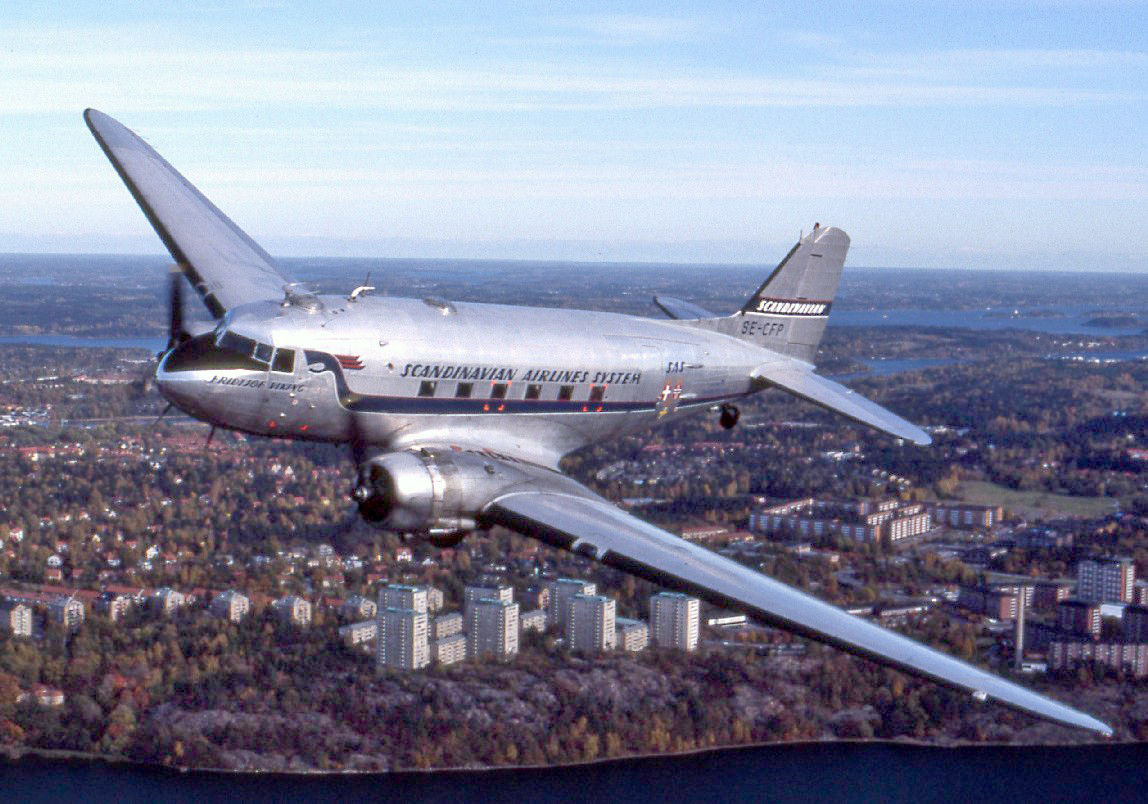
DC-3 repülőgép

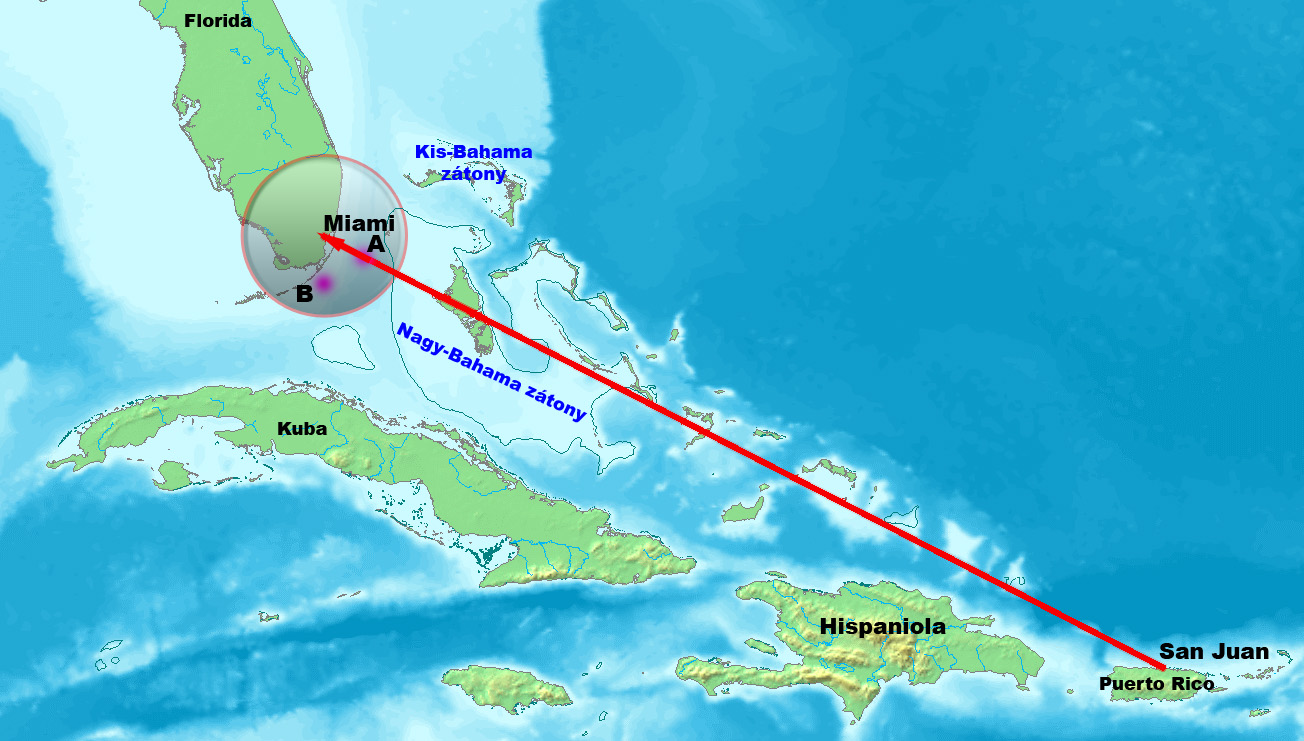
A DC-3-as útvonala San Juanból Miamiba. Jelmagyarázat: A: 50 mérföld menetirányban, B: 50 mérföld Miamitól délre, sötét korong: a repülőgép lehetséges helyzete az utolsó jelentkezéskor (a sötétített területen belül bárhol lehetett).

A Legenda: a Puerto Rico-i San Juanból Miamiba tartó DC-3 utasszállító akkor tűnt el, amikor már látótávolságra volt úticéljától. Az idő kifogástalan, a tapasztalt pilóták semmilyen rendellenességet nem észleltek. Linquist kapitány rádión jelentette, hogy már látják a reptér fényeit és nemsokára leszállnak, ám mire az irányítótorony leadta a leszállási utasításokat, a gép már nem válaszolt. A gép szőrén-szálán eltűnt, úgyszólván karnyújtásnyira a szárazföldtől. A nagyszabású kutatóakció semmilyen eredménnyel nem járt.
A tények: a repülőnek már San Juanban problémája adódott az akkumulátoraival, mivel ezek lemerültek az alacsony folyadékszint miatt. A késedelem elkerülése végett csak a folyadékot pótolták, de nem töltötték fel ezeket. Az alacsony töltés-szint miatt a gép futómű-visszajelző lámpái folyamatosan égtek. A gép végül mégis egyórás késéssel indult, mert felszálláskor nem működött a rádiója. A rádió már a felszállás után 11 perccel újra akadozva működött, 21 óra 26 perctől a san juani irányítótorony nem tudott kapcsolatba lépni vele. Rádióforgalma továbbra is akadozott, 23 óra 23 perckor a Miami légiforgalom-ellenőrző központ vette a helyzetjelzésüket, legközelebb azonban csak 4 óra 13 perckor jelentkezett, amikor – állítása szerint – 50 mérföldre volt Miamitól. Ez az időpont már 8 perccel túl volt azon az időponton, amelyet Linquist kapitány 23 óra 23 perckor érkezési időként jelzett.
A roncsok vizsgálatára nem nyílt lehetőség, mert nem került elő. Az akkori feketedobozok még nem tartalmaztak automata helyzetjelzőt, amely nyomra vezethetett volna. Azonban: „Minthogy a repülőgép hét és fél órai útra elegendő üzemanyaggal rendelkezett, s minthogy az utolsó jelentést a felszállása után hat óra tíz perccel vették, a téves helymeghatározás kritikus lehetett volna... Előfordulhatott, hogy a villamos rendszer felmondta a szolgálatot, működésképtelenné téve egyúttal a repülőgép rádióadóját és automatikus iránytűjét is... Az időjárás áttekintése alapján megállapítható, hogy amikor a gép Miamihoz közeledett, a szélirány északnyugatiról északkeletire fordult, de az előrejelzett szélerősség változatlan maradt. Mivel a személyzet a szélirány megváltozásáról nem tudott, elképzelhető, hogy a szél 40-50 mérföldnyire eltérítette a gépet a menetiránytól balra.” A másfél óra alatt, amely az utolsó jelentkezés és az üzemanyagtartályok kifogyása között rendelkezésre állt, gyakorlatilag korlátlan számú probléma felléphetett a 12 éves, 28257 órát repült gépen.
Egyetlen forrás sem közli, hogy Linquist látta volna a város fényeit. Megeshetett, hogy a szél annyira eltérítette balra a repülőt, hogy elvétette a félsziget déli csúcsát, és berepült a Mexikói-öböl fölé. Mellesleg a Miami-torony egyáltalán nem állt kapcsolatban a géppel: „A New Orleans-i állomás értesítette a Parti Őrség miami parancsnokságát... A DC-3-as adásait a miami torony nem vette.”
Mindezek mellett a repülőgép balesete akkor sem nevezhető rejtélyesnek, ha pontos oka sosem derül ki.

### 1949. január 17. –Star ArielTudor-IV repülőgép
A Star Tiger testvérgépe ahhoz hasonló körülmények között tűnt el. Bermudáról indult, és a jamaicai Kingston városába tartott. A Legenda szerinti utolsó helyzetjelentése indulás után egy órával hangzott el: „Utazómagasságban vagyunk, az idő jó. Kingstonba érkezésünk előrelátható ideje a tervezett lesz.” Tükörsima tenger, eszményi időjárás, a nagyszabású kutatóakció mégsem hozott eredményt. A Polgári Légügyi Minisztérium vizsgálata nem tudott fényt deríteni az eltűnés okára.
Az esethez előzetesen meg kell jegyezni, hogy a feketedoboz helyzetjelző rádiójának rendszeresítéséig az adatrögzítő eszközök tenger feletti légibaleset helyszínén a legritkább esetben kerültek elő. Az ezredforduló körüli évtizedekben is több olyan baleset történt, amelyről ezen eszköz megtalálása nélkül a leghalványabb sejtésünk sem lehetne a katasztrófa okáról, de a feketedoboz (amikor megtalálják) eddig minden esetet megmagyarázott.
A Star Ariel esetében a gép öt és fél órás úthoz tíz órára elegendő üzemanyaggal rendelkezett, hátszéllel repült, csendes időben a fagyszint felett. A vizsgálóbizottság korábbi komolyabb műszaki problémát, kijavítatlan hibát nem talált a karbantartási jegyzőkönyvekben. A gép tervezési, konstrukciós hibáját is kizárták. A katasztrófa valódi okát valószínűleg sosem ismerjük meg.
A gép keresését azonban az időtényező nagyon megnehezítette: McPhee kapitány 9 óra 42 perckor hívta utoljára Bermudát, amikor jelezte, hogy átvált Kingston frekvenciájára. A torony visszaigazolta. 11 órakor kellett volna a következő helyzetjelentést leadnia, de mivel Kingstonba nem jelentkezett be, senkinek sem tűnt fel a hiánya. Bermuda azt hitte, átadta a gépet, és táviratilag is jelezte Kingstonnak, ott viszont a szokatlanul rossz minőségű rádióforgalomból arra következtettek, hogy a Star Ariel Nassaunál jelentkezett be, mivel egyébként is ez volt a bevett gyakorlat ezen az útvonalon. Nassauban pedig semmit sem tudtak az egészről.
Kingstonból 13 óra 52 perckor kérdezték meg Bermudát, hogy mit tud a Star Arielről, amelynek 18 perc múlva le kéne szállnia. Ha a frekvenciaváltás után nem sokkal történt a baleset, akkor 4 óra és tíz perc telt el azóta (és ez valószínűsíthető, hiszen másképp bejelentkezett volna Kingstonnál vagy Nassaunál néhány percen belül). A vészjelzést Bermuda 14 óra 23 perckor vette és további hét perc múlva továbbította a közlekedés-ellenőrző állomásnak. 14 óra 30 perctől 15 óra 05 percig üzenetek jöttek mentek Nassau, Bermuda és Kingston között, majd 15 óra 05 perckor szállt fel az első kereső gép Nassauból, egy másik Tudor IV-es. Ez a gép a Star Ariel útvonalát 19 óra 05 perckor keresztezte, a katasztrófa feltehető időpontja után több mint 9 órával. Ha a legutolsó lehetséges, 11 órás időponthoz viszonyítjuk, akkor is legkevesebb a baleset után 8 órával. Rajta kívül egyetlen gép volt, amelyik még aznap este végigrepülte a Star Ariel útvonalát. Ez volt tehát az intenzívnek és nagyszabásúnak nevezett kutatóexpedíció.
A Tudor IV típusú gépeket a Star Ariel eltűnése után soha többet nem alkalmazták személyszállításra.

### 1950. március 23. –Globemasterrepülőgép
A Legenda: „1950 márciusában a Háromszögtől északra eltűnt egy Írországba tartó Globemaster repülőgép”.
A C-124 típusú, Globemaster néven emlegetett óriásgép 54 emberrel a fedélzetén Írországtól délnyugatra 1500 km-re szenvedett balesetet. Az egyik keresőgép aznap jelzőfényeket és roncsokat látott, de a viharos szél miatt a mentést nem tudta megkísérelni. A brit légierő szóvivője robbanás általi katasztrófát jelentett be, ezenkívül beszámolt a Coral Sea keresőhajó által megtalált roncsokról, melyek közül az egyikről (benzintartály-talapzat) kétséget kizáróan megállapították, hogy a gépről származik.
A Globemaster a Háromszögtől sok ezer mérföldre felrobbant, roncsait megtalálták, és bár valószínűleg túlélők is voltak, senkit sem sikerült megmenteni a viharos tengerben.

### 1950. április –Sandrateherhajó
A Sandra, 350 láb hosszú teherhajó 1950 júniusában a Georgia állambéli Savannah-ból futott ki, nagy forgalmú partmenti útvonalon, csendes időben. Miután elhagyta Jacksonville magasságát „eltűnt a csendes, szelíd trópusi alkonyatban”. Semmilyen maradványt nem találtak belőle.
A Legendában már a hajó hossza is pontatlan (valójában 185 láb hosszú volt), és az idő is, mivel a Sandra 1950. április 5-én hagyta el Savannah kikötőjét és 19-én már hatnapos késésben volt a megérkezéssel. Miamiban május 29-én a Parti Őrség már felhagyott a kereséssel.
A Legenda összes változata egy 1950 szeptemberében megjelent kis színes hírügynökségi cikkre vezethető vissza, amely ténybeli tévedések sokaságával volt teli, de nem is ismeretterjesztés volt a célja. Ez a cikk állítja a Sandráról a 350 láb hosszúságot, valamint azt, hogy június 16-án hagyták volna abba a keresését. Másnap a hírügynökségi jelentést a Miami Herald és a Tampa Tribune is közölte. Két év múlva a Fate magazin újabb írást szánt a Sandra esetének: a cikk szinte szépirodalmi fogalmazású, de tényanyagában is csak annak minősül.
Az ideális feltételek (szép idő, nagy forgalom) ezzel rögzültek a Legendában. Valójában azonban 73 mérföldes (~130 km/h) szélvihar tombolt április 8-án a térségben, amelyben több hajó is megrongálódott, valamint eltűnt egy 40 láb hosszú halászhajó, a St. Paul.

### 1953. február 2. –British York Transportcsapatszállító repülőgép
Harminckilenc ember tűnt el nyomtalanul a Háromszögtől északra, miután a négymotoros repülőgép SOS-jelzést adott le, amely hirtelen megszakadt. A gép Jamaica felé tartott.
A valóság az, hogy a gép áttételesen tartott Jamaicába, a baleset időpontjában még csak az Azori-szigetek és Új-Fundland közti szakaszán járt az útjának. Ténylegesen a Háromszögtől északra történt a baleset, ámde 1600 km-re Bermuda szigetétől (a Háromszög északi csúcsától) északra, az új-fundlandi Gandertől 650 km-re délkeletre. A baleset időpontja az SOS-jelzés miatt pontosan ismert, és ekkor ~130–140 km/h szélsebességű jeges vihar tombolt a térségben. A vészjelzés leadásának helyét a Woodward brit kereskedelmi hajó érte el először, de „az erős szél és a szakadó eső megnehezítette a kutatást, kevés a remény a mentésre”.

### 1954. október 30 –Super Constellationhaditengerészeti repülőgép

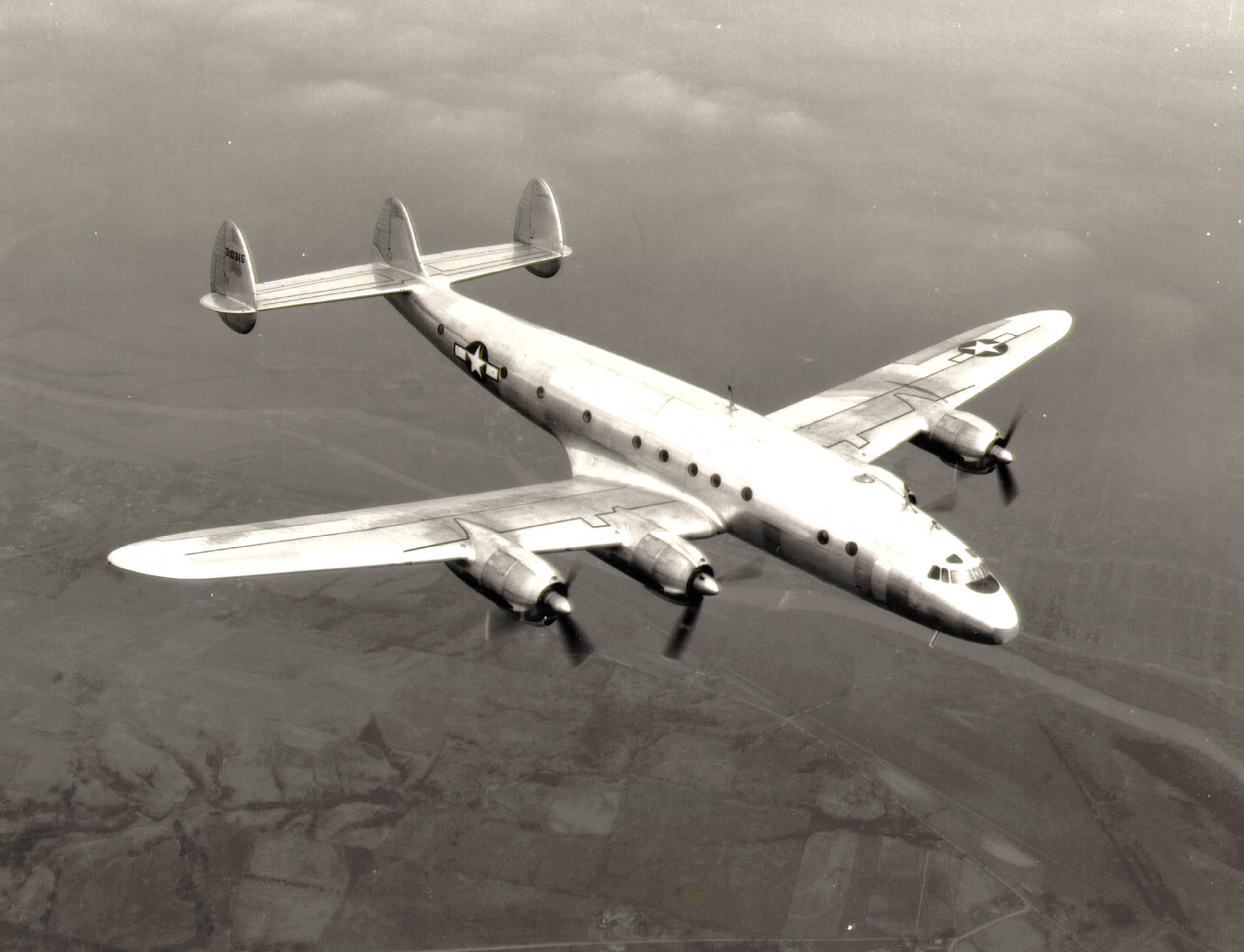
A Super Constellation gép katonai verziójának 1943-as prototípusa

A Legenda szerint a repülő közvetlenül a Háromszögtől északra szenvedett balesetet. Negyvenkét ember tűnt el. A két rádiókészülékkel is rendelkező repülő nem adott le vészjelzést, és semmilyen maradványt nem találtak utána.
A haditengerészet közleménye szerint a gép az Azori-szigetek felé tartott. A katasztrófa pontos helyét azonban nem ismerték, mert a 23 órakor leadott helyzetjelentés után a gép éjfélkor nem jelentkezett, tehát egy órányi repülőúton kellett keresni. Marylandtől ~650 km-re keletre járt 23 órakor. A kutatást hajnali egy órakor kezdték meg, és a jelentések szerint a kutatás feltételei általában jók voltak – leszámítva az éjszakai sötétséget és az egy órányi bizonytalanságot. A keresést november 4-én fejezték be, mert ekkor már „rendkívülinek” nevezett időjárási viszonyok uralkodtak.
A gép balesetének oka valószínűleg ismeretlen marad.

### 1954. december 4. –Southern Districtskénszállító hajó
A Legenda: „A Southern Districts a haditengerészet egykori hajója, melyet új tulajdonosai kénszállításra alakítottak át, 1954 decemberében valahol a Floridai-szorosban eltűnt. SOS-jelzést nem adott le. Az egyetlen nyom, amelyet a hajó huszonkét tagú legénysége után találtak, egy mentőöv volt.”
A tulajdonos Southern Steamship Társaság a hajóval december 3-án volt utoljára rádiókapcsolatban. Egy bizonytalan jelentés szerint a haditengerészet Anacostia nevű hajója a dél-karolinai Charlestonnál még látta december 7-én. A keresést viszont csak december 13-án kezdték meg, amikor a hajónak már három napja meg kellett volna érkezni Portlandbe.
A hajó épp csak érintette a Bermuda-háromszöget: a Louisiana állambéli Port Sulphur kikötőjéből indult a Dél-Karolina állambeli Portlandbe. Ha a december 7-i híradás pontos, akkor majdnem elérte a célját, a Bermuda-háromszögtől pedig messze volt. December 7-én viszont a dél-karolinai partokon nagy vihar volt.
Mivel a keresés egy héttel később indult meg, és a baleset helyszínéről sem volt semmi információ, túl sok reménnyel eleve nem biztatott. A Southern Districts testvérhajója, a Southern Isles 1951. október 5-én süllyedt el a Hatteras-fok közelében. Ha történetesen nem jár látótávolságban a nyomában egy másik hajó, akkor ma ez lenne a második Cyclops: „A gőzös fényei egyszer csak eltűntek, és amikor percek múlva a helyszínre érkeztek, már csak roncsokra és néhány túlélőre akadtak.” Ennél az esetnél a gyors beavatkozásnak köszönhetően hat túlélőt megmentettek, de tizenheten meghaltak.
A Southern Isles kettétört és másodpercek alatt elsüllyedt. A Southern Districts eltűnése után az összes ilyen típusú hajónak visszavonták az engedélyeit, amelyek az óceáni és a part menti kereskedelmi forgalomban való részvételüket hagyta jóvá. A Parti Őrség vizsgálata szerint a hajó legénységének nagy része alkalmatlannak tartotta azt a tengeri utakra, és legalább hárman megtagadták az utolsó úton való részvételt.

### 1955. szeptember 26. –Connemara IVyacht
1955 szeptemberében a Connemara IV yachtot gazdátlanul találták a Háromszög szívében, Bermuda és a Bahama-szigetek között.
A szűkszavú Legenda nem tudósít arról, hogy szeptember 14-én már a hónap negyedik hurrikánját jegyezték fel, ez volt az Ione, amely szárazföldi katasztrofális pusztításaival beírta magát a rekordok könyvébe is. 225 km/h-s szélerősséget mértek a szárazföldön, ahol a hurrikánok legyengülnek, de 320 km/h-s széllökések sem voltak ritkák. A vihar a nyílt tengeren több mint tíz méteres hullámokat indukált (a szóban forgó hajó alig 22 méteres volt), a viharzóna két széle a Bermuda sziget és a Bahama-szigetek voltak. A hajót szeptember 29-én az Olympic Cloud tartályhajó vonatatókötélre vette, hogy Dakarba vontassa, ám a vontatókötél 30-án elszakadt, és a Connemara IV elsüllyedt. Utasairól semmi nyom nem maradt, ami az adott helyzetben nem csodálható.

### 1956. november 9. –haditengerészeti járőrbombázó(Martin Marlin P5M)
A Legenda: a haditengerészet egyik járőrbombázója 1956. november 9-én pénteken eltűnt Bermuda közelében, anélkül, hogy rádióján bármilyen jelzést leadott volna. Roncsokat nem találtak.
A rejtélyt talán megoldja a Captian Lyras nevű hajó november 9-én 20 óra 51 perckor küldött jelentése: „SOS – fejünk felett egy repülőgép lángokban áll”. A teherhajó 21 óra 15 perckor jelentette, hogy robbanást is észlelt, még később fényforrással rendelkező mentőtutajról adott hírt, amelyet ~6 km távolságban látnak. A hajó pozíciója 720 km New Yorktól kelet-délkeleti irányban (messze északra Bermudától).
A haditengerészet zárójelentése szerint a balesetet szenvedő gép katasztrófáját figyelte meg a kereskedelmi hajó.

### 1958. január 2. –Revonocversenyvitorlás
Harvey Conover vitorlásversenyző volt, aki a Nassau–Miami-versenyt háromszor is megnyerte a Revonoc nevű hajójával, Key Westből Miamiba tartó útján eltűnt. A Legenda állítása szerint a térség felett átvonuló vihar nem volt elég erős ahhoz, hogy a Revonocot elsüllyessze.
A Legenda állítása eleve megkérdőjelezhető annak tudatában, hogy ugyanazon a napon még két másik hajó is eltűnt (a Revonoc negyvenöt láb hosszú – kb. ~14 m – volt, a másik két eltűnt halászhajó ötvenöt láb hosszú – kb. 17 m). „...A Parti Őrség közlése szerint... a Revonoc Key Westből Mimaiba tartott, amikor múlt csütörtökön kétségtelenül lecsapott rá a legerősebb télközépi vihar csaknem hurrikán erejű szele, amelyet Dél-Florida történetében valaha is feljegyeztek.”

### 1962. január 8. –KB-50repülőgép

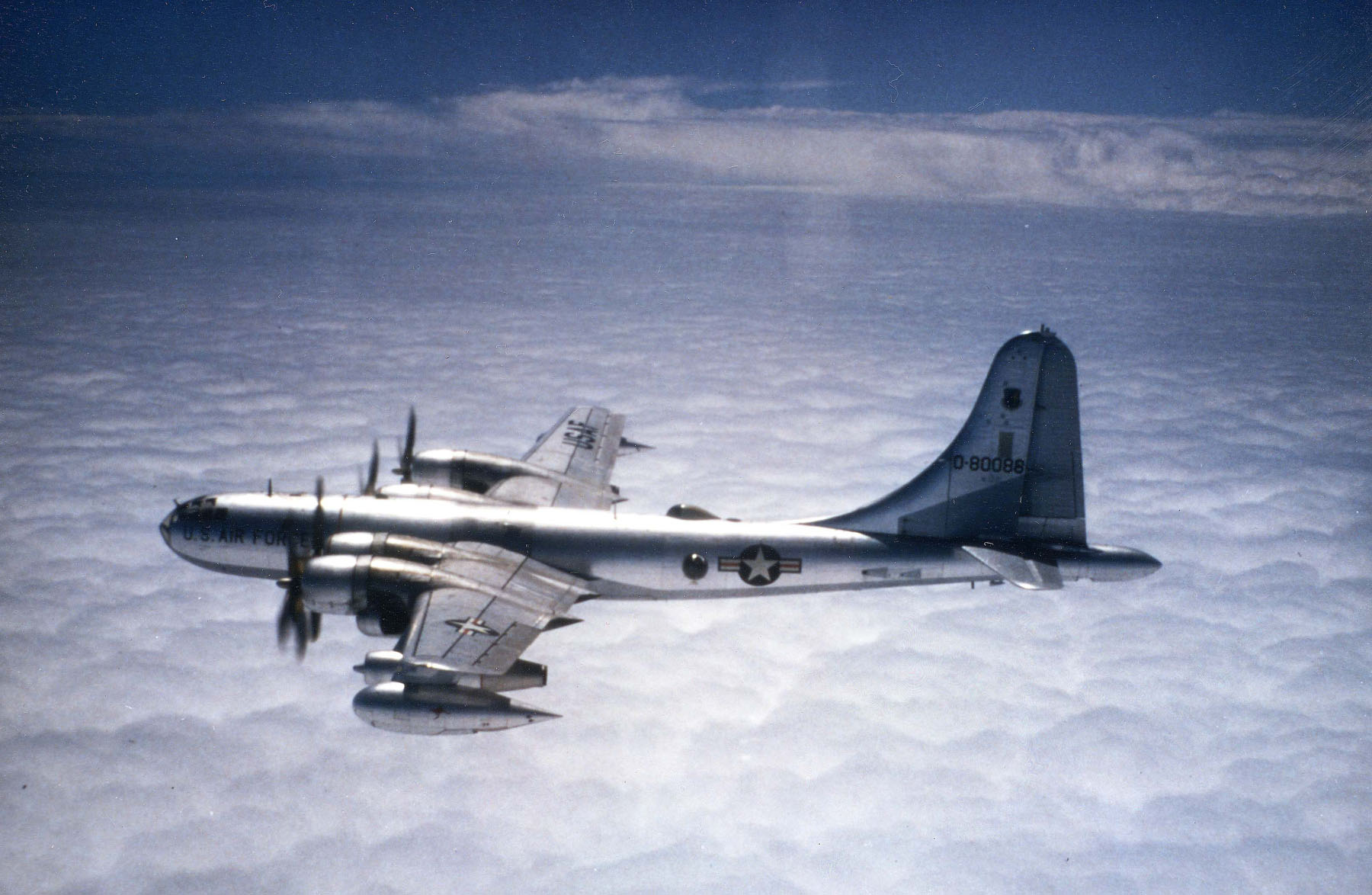
A KB-50 típusú repülőgép

A Legenda: a gép nem sokkal felszállása után bajba került, amit rádión közölt a pilóta, de légköri zavarok miatt az adást kevéssé lehetett érteni. Többszöri segélykérés után a kapcsolat megszakadt. Hat napos mentőakció során sem találtak semmit.
A tanker a Langley-támaszpontról indult és az azori-szigeteki Lajes Field reptérre tartott, útvonala messze északra húzódott a Bermuda-háromszögtől. Utolsó jelentkezése alkalmával közölt helyzete: 250 mérföldre (~450 km) keletre a Charles-foktól. Semmiféle zavart nem jelzett. A Parti Őrség január 11-én bejelentette, hogy olajfoltot találtak a tengeren abban a térségben, ahol a tankergép utoljára jelentkezett, Norfolktól 550 km-re keletre. Az olajfolt helyzete az utolsó ismert pozíciótól számítva menetirányban, alig 100 km-re tehető, de mivel roncsokat nem találtak, a géppel való kapcsolata nem bizonyított.
A gép balesetének oka kiderítetlen, de útvonala messze volt a Bermuda-háromszögtől. A kutatást megnehezítette, hogy a keresést csak azután kezdték meg, hogy a gép nem érkezett meg Lajesbe (tervezett érkezés: 18 óra 59 perc), tehát hét óra telt el az első keresőgépek felszállásáig. Az éjszaka leszálltával gyakorlatilag esélytelenné vált a kutatás, ezért azt csak másnap virradatkor folytatták.

### 1962. április –Piper Apacherepülőgép
A Legenda: derűs és tiszta időben egy Apache gép közeledett Nassau felé. A pilóta nem tudta meghatározni a helyzetét és a rádiós kommunikációja is zavaros volt. A toronynak úgy tűnt, a pilóta ködben repül. A rádiókapcsolat egyszer csak megszakadt. Később a gép egyik szárnyát ~30 km távolságban találták meg, így vált érthetetlenné, hogy a pilóta akkor vesztette el tájékozódási képességét, amikor már látótávolságban volt a repülőtértől.
Az esetről semmilyen hivatalos helyen vagy tömegkommunikációs eszközön nincs semmiféle adat. Ezért D. A. F. Ingraham polgári légügyi igazgató (Nassau Nemzetközi Repülőtér), aki 1946 óta szolgált ugyanott, L. D. Kusche-nek írt levele az egyetlen megbízható vélemény: „Nyilvántartásunkban nem szerepel... nem emlékszünk rá, hogy előfordult volna... Nem gondolhatunk mást, csak azt, hogy valakinek az élénk fantáziájában megfogant koholmányról van szó.” (Az idézett levél kelte: 1974. március 25.)

### 1963. február 4. –Marine Sulphur Queenteherszállító
A hajó olvasztott (135 °C-os) ként szállított a texasi Beaumontból a virginiai Norfolkba. Február 2-án indult, 4-én kora reggel (valójában 1 óra 25 perckor) Key Westtől ~500 km-re nyugatra adta le kötelező helyzetjelentését (valójában magánközleményt sugároztak a hajó egyik utasától). Ettől kezdve három napig nem volt kapcsolat a hajóval, és 7-én jelentették be eltűnését. Néhány mentőmellényen kívül semmit sem talált a keresőakció. A Parti Őrség a tanúkihallgatásokat úgy zárta le, hogy a rejtélyt nem oldották meg.
A szerencsétlenségnek hajnali 1 óra 25 perc és délelőtt 11 óra 23 perc között kellett bekövetkezni, mivel az utóbbi időpontban az RCA Radio már nem tudott kapcsolatba lépni a hajóval. Következésképp nem távolodhatott el nagyon messzire a hajnali pozíciójától (É 25°45’ Ny 86°0’). Becsült helyzete a menetirányból és a sebességből következően fél tizenkettőkor É 24°40’ Ny 83°19’. Ez a pont a floridai szoros nyugati bejáratánál van (ahová nyugat felől érkezett), bőven kívül a Bermuda-háromszögön. A Texaco California gőzhajó, amely ~60 km távolságra volt a Marine Sulphur Queen hajótól, ez időben időjárás-jelentést adott, mely szerint erős, a Beaufort-skála szerint 6-11-es északi szél (40 km/h és 130 km/óra közötti, a jelzés pontatlansága az alap szélerősség és a széllökések kombinációjából ered) és erős hullámzás volt tapasztalható. Az oceanográfiai hivatal szerint legalább 5 méteres hullámokkal kellett szembenézni).
A kapcsolat megszakadásáról nem értesítették idejében a Parti Őrséget, mivel sem a 48 órás helyzetjelentés, sem a 24 órás megérkezési jelentés elmaradására nem reagáltak).
A Legendával ellentétben a hajóról számos azonosítható maradvány került elő, így elsüllyedését ténynek kell tekinteni). Ezek a következők:
- 8 darab mentőmellény
- 5 darab mentőöv
- 2 darab névtábla
- 1 darab ing
- 1 evezőtöredék
- 1 darab olajos viharkanna
- 1 darab benzineskanna
- 1 darab kúp alakú bója
- 1 darab ködkürt

A vizsgálat által számbavett lehetséges baleseti okok:
1. Robbanás a kénrakományban
2. A hajótest tartógerendájának hibája, a hajó kettétörése
3. Borulás az erős szélben és hullámzásban
4. Gőzrobbanás a 135 °C-os tartályokban[66]

A Marine Sulphur Queen erősen átalakított hajó volt, a süllyedésbiztos rekeszeit a teljes hosszon kiszerelték belőle, hogy a kéntartályt elhelyezhessék. Ezzel bármilyen lék vagy a hajó kettétörése esetén a süllyedés elkerülhetetlenné vált. 1972-ig húzódott a balesetet követő pereskedés, és az Egyesült Államok Legfelsőbb Bírósága 1972-ben helyben hagyta azt az első fokú ítéletet, mely szerint a hajó tengerjárásra alkalmatlan volt.

### 1963. április 10. –Thresheratomtengeralattjáró
A Thresher tengeralattjáró csak ritkán jelenik meg a Legendában. A bostoni Cod-foktól 400 km-re keletre (messze a Bermuda-háromszögtől) süllyedt el, a Trieste merülőhajó már néhány hónap múlva megtalálta a tenger fenekén, összeroppanva. A kongresszusi vizsgálat szerint a baleset legvalószínűbb oka a motorház egyik vízcsövének hibája. A ballaszttartályhoz vezető egyik, tengervizet szállító vízcső tömítése elengedett és a tengeralattjáró megtelt vízzel. Bob Ballard az elveszettnek hitt atomhajtóművet is megtalálta.

### 1963. július 2. –Sno' Boyhalászhajó
A bérelt halászbárka a Legenda szerint jó időben, Kingstonból Pedro Banksbe tartott, amikor rejtélyes körülmények között eltűnt.
Július 4-én kezdődött a kutatás a hajó után, amelynek 2-án kora délután kellett volna céljához érni. A 63 láb hosszú (~ 20 méter) bárkán 55 ember tartózkodott, ezenkívül 99 darab 160 literes benzintartály, 68 darab 160 literes víztartály és 50 köteg bambuszbot volt a rakománya. A Parti Őrség szóvivője „iszonyatosan túlterheltnek” nevezte a járművet. Július 6-án egy holttest, egy darab a fedélzeti felépítményből, egy mentőmellény, egy árbócdarab, egy benzintartály és több bambuszbot került elő. Az eset körülményeiben semmi rejtélyes nincsen, beleszámítva a túlterhelést és az időjárást is, amely a Legendával ellentétben nem volt jó.

### 1963. augusztus 28. – kétKC-135üzemanyagtöltő-repülőgép egyidejű eltűnése

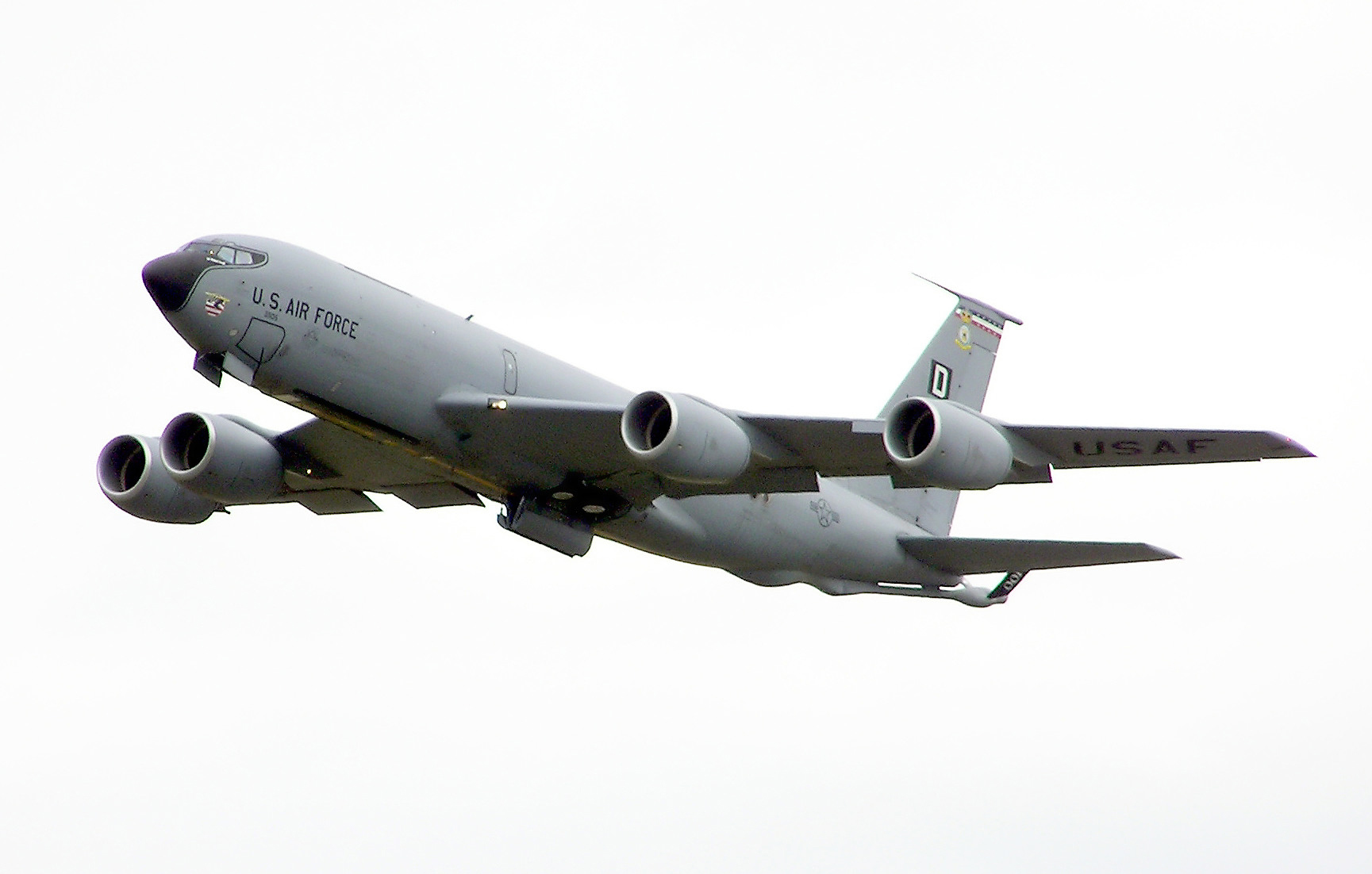
KC-135 tanker

A Legenda változata: a két tankergép egyszerre szállt fel a légierő homesteadi támaszpontjáról. Délben leadták szokásos jelentésüket, és amikor Miamitól ~1400 km-re északkeletre és Bermudától ~540 km-re nyugatra voltak. Többet nem hallottak róluk. Az utolsó pozíció közelében roncsokat találtak, majd két nap múlva 360 km-re második roncsmezőt is találtak, amely ellentmond annak a feltételezésnek, hogy a gépek összeütköztek, vagyis mindkét gépet önállóan érte szerencsétlenség, amely nagyon valószínűtlen.
A tények: a keresés alig három órával a baleset után, 15 órakor indult (mivel 14.00-s tervezett érkezési idejük már rég elmúlt, ráadásul a 13.00-kor esedékes helyzetjelentést is elmulasztották), és még augusztus 28-án egy bermudai keresőgép olajfoltot észlelt a KC-135 utolsó jelzett pozíciója közelében, az egyik mentőhajó pedig a repülőkhöz tartozó mentőmellényt halászott ki. Augusztus 29-én három üres mentőtutajt, navigációs térképeket, repülőgép-burkolatot, felszereléstokokat és egy sisakot talált az Azalea City nevű hajó. A sisak Gerald Gardner századosé volt az egyik gépről. Pénteken találták a második „roncsmezőt”. Ebben az úszó hulladékban azonban Fred Brent őrnagy, a légierő orlandoi támaszpontja légi mentőszolgálatának tagja szerint semmi sem volt, ami két gép közül bármelyikről származhatott volna. Ezt a nyilatkozatot a Legenda nem szokta emlegetni.
A légierő azzal zárta le az esetet, hogy a két repülőgép összeütközött. A repülők utazósebessége mellett akár két kilométeres rés is néhány másodperc alatt bezárulhat, ha egyszer ütközőpályára kerültek.

### 1965. június 6. –C-119repülő tehervagon
A Legenda és az esetről szóló laptudósítások egybecsengenek, de a levont következtetés már nem.
A gép a Parti Őrség tájékoztatása szerint a Bahama-szigetektől kissé délre, 500 km-re Miamitól tűnt el. 23 órás helyzetjelzése idején a Crooked Island felett repült, nem egészen 200 km-re céljától. A Parti Őrség szóvivője szerint: „Elképzelhető, hogy kormányzási nehézségek támadtak és eltértek a menetiránytól, vagy túlrepültek úticéljukon.” Négy napig, 10-én sötétedésig kutattak a túlélők és a roncsok után. Nem kizárható motorhiba, amely kétmotoros gépnél azonnal kritikus helyzetet idéz elő.
A gép katasztrófáját és James McDivitt űrhajós észleléseit kihasználva a Nemzetközi UFO Iroda 1973-ban cikksorozatban taglalta az UFO-k által elrabolt C-119 repülőgép esetét. Az UFO-magazin szerint McDivitt fegyveres UFO-t látott, amelyet Ed White később a Karib-tenger felett is megpillantott.
James McDivitt saját szavai: „... a Gemini 4-en való repülésem során valóban láttam olyasmit, amit egyesek UFO-nak neveztek. Úgy gondolom, fontos tudnunk, hogy az UFO az Azonosítatlan Repülő Tárgy (Unidentified Flying Object) rövidítése. A tárgy, amelyet láttam, kétségtelenül a mai napig azonosítatlan. Ez nem jelenti, hogy szükségképpen a világegyetem valamelyik távoli bolygójáról való űrhajó, és azt sem, hogy nem ilyen űrhajó. Csak azt jelenti, hogy láttam valamit repülni, amit azonosítani sem én, sem más nem tudott azóta sem.” A NASA álláspontja szerint abból az 1390 darab, űrszemétnek minősített használhatatlan és irányítatlan mesterséges holdból és gyorsítórakéta-fokozatból, amelyek az időben a Föld körül keringtek, tíz is lehetett az észlelt objektum. Kétségtelen tény azonban, hogy pontos azonosítása máig sem sikerült.
A C-119-es teherszállító repülő vált 1973-ban – először az összes Bermuda-háromszögbeli esemény közül – az UFO-hívők célpontjává. A baleset okát az elveszett feketedoboz miatt nem lehet felderíteni. A térségben az időjárás viszonylag jó volt: felhős idő, szitáló eső, 30 km/h-s szél, 1 méter körüli hullámzás. A keresést azonban itt is jelentősen megnehezítette, hogy a baleset éjszaka történt, reggelre a roncsok és az olajfolt, valamint az esetleges túlélők az erős áramlatban már igen messzire juthattak.

### 1967. január 11. –Chase YC-122teherszállító repülő
A Legenda: 1967 januárjában egy héten belül három repülőgép tűnt el gyakorlott pilótákkal, rövid repülőutakon, jó időben. A Chase YC-122 teherszállító Fort Lauderdale-ből Biminibe tartott, alig 100 km-es úton. Biminitől északnyugatra maradványokat és olajfoltot találtak, „de nem tisztázódott, hogy ezek a repülőgéptől származnak-e”.
A légibaleset okát nem tisztázták a mai napig sem, de a maradványokat kétségen felül azonosították az eltűnt géphez tartozóként, mivel a gépet filmesek bérelték, és a megtalált leszálló-berendezés maradványok, 55 gallonos tartály, becsukott ejtőernyők mellett tűzbiztos mozifilm-doboz is előkerült.

### 1967. január 17. –Beechcraft Bonanzasétarepülő
A Legenda: két házaspár indult el a mimai nemzetközi repülőtérről rövid sétarepülésre és soha többé nem kerültek elő.
Az egymotoros sétarepülő a Largo-szigetre, Marathonba, majd Flamingo-sziget és a déli Everglade érintésével tértek volna vissza. A másnapi keresésük alkalmával korlátozott látási viszonyok (szakadó eső) akadályozták a roncskeresést. A repülőgép eltűnését 18-án 0 óra 35 perckor jelentették be, amely 12 órával az indulás utáni, és 6 órával a tervezett megérkezés utáni időpont. A repülő valamikor kora délután szenvedhetett balesetet, és másnap hajnalig kellett volna kitartani az esetleges túlélőknek, miközben elromlott az időjárás is. Az YC-122 nyomait megtalálták, mert a kutatást gyakorlatilag azonnal megindították, míg a Bonanza (és az alábbi Piper Apache) esetében 18 órás késéssel.

### 1967. január 20. –Piper Apachekisrepülő
A repülőgép az Egyesült Államok londoni nagykövetének lányával, annak férjével és a pilótával tűnt el, ezért nagy visszhangot kapott, és 21-én rengeteg hajó és repülő kereste. A repülő eltűnését azonban csak 9 órával a tervezett leszállási idő után jelentették. „Ha a pilóták bejegyezték volna repülési tervüket, akkor mindkét (a Bonanzával együtt) esetben a kutatás negyed órával a tervezett megérkezési idejük után megkezdődött volna. Mindkét esetben lehetőség nyílt volna a repülőgép felfedezésére, mielőtt még a habokba veszett volna, és az utasok megmentésére, amint a roncsokba kapaszkodnak. A kutatók esélye, hogy megtaláljanak egy-egy eltűnt gépet általában rendkívül nagy. Feltéve, hogy a pilóta bejegyeztette repülési tervét.”

### 1967. december 22. –Witchcraftmotoryacht
A Legenda: Két floridai férfi egy alig 7 méteres, motoryachtnak nevezett motorcsónakon két km-re távolodott el a parttól, rádión közölték a Parti Őrséggel, hogy hajócsavarjuk beleakadt valamibe, vontatásra szorulnak, de veszélyben nincsenek. Majd mindörökre eltűntek. A Parti Őrség 19 perc múlva érkezett a helyszínre, de semmit sem találtak.
A tény: erősen rossz idő volt, ha nem is vihar, de 20–40 km/h szélsebesség és 1-2 méteres hullámzás a nyílt vízen, míg az öbölben ennek többszöröse. A Parti Őrség az utolsó rádiókapcsolat alkalmával kérte a hajón tartózkodókat, hogy 20 perc elteltével jelzőrakétával jelezzék helyzetüket – a Legendával ellentétben ugyanis a magánmotorcsónakok ebben az időben még nehezen határozhatták meg pontosan a pozíciójukat. Mivel a rádiókapcsolat megszakadt és rakétát nem lőttek fel, a Parti Őrség csak körülbelüli helyzetet ismert, és a sötét tengeren, amely tajtékosan hullámzik, elég nehéz észrevenni egy fehér, alig hét méter hosszú csónakot. Az igazi keresés december 23-tól 28-ig tartott. A Witchcraft eltűnéséről a Parti Őrség nem készített jelentést.

### 1968. május 21. –Scorpionatomtengeralattjáró
A Legenda: a tengeralattjáró úton hazafelé az Azori-szigeteknél jelentkezett utoljára. „A haditengerészet képtelen volt magyarázatot adni a veszteségre, de a helybeli idős tengerészek tudták, hogy a végzetes sorsú tengeralattjáró útja a Bermuda-háromszögön át vezetett.”
A tények: a Scorpion testvérhajója volt a Thresher tengeralattjárónak, amely 1963-ban a motorház vízcsövének hibája miatt járt szerencsétlenül. (A Thresher viszont Bostonhoz közel süllyedt el, ezért hamarabb megtalálták és nem került legendás hírbe.) Ezért a Scorpion merülési korlátozást kapott, és ezzel biztonságosnak minősítették, annak ellenére, hogy felszálló rendszerét sok bírálat érte, és köztudott volt, hogy vészfelszálló rendszere egyáltalán nem működik. A Neewsweek júniusban jelentette, hogy a haditengerészet szonárjai május 21-én rögzítették a Scorpion összeroppanásának hangját, helyét az Azori-szigetektől 800 km-re délnyugatra jelölték meg. Októberben a haditengerészettől Moorer tengernagy közölte a hírt, miszerint a Mizar oceanográfiai kutatóhajó tengeralattjáró-roncsot fedezett fel az Azori-szigetektől délnyugatra 700 km-re.
A Legenda fent idézett mondatának első fele szó szerint a The Arizona Republic című újságból való. A cikk további részeit elfelejtik közölni, amely szerint a haditengerészeti vizsgálóbizottság a Mizar fényképein beazonosította a Scorpion maradványait, melyek oly jó minőségűek voltak, hogy ezek alapján próbálták a szerencsétlenség okait kideríteni. A jelentés a katasztrófa lehetséges okai közül ezek alapján a víz alatti ütközést, a robbanást, a bűncselekményt és szabotázst kizárták. A Scorpion titkos kémküldetésen volt, ezért a szovjet támadást sem zárták ki.
A tengeralattjáró utolsó jelentkezése még az Azori-szigeteknél történt, de a Mizar dokumentációja alapján is közelebb voltak Afrikához, mint Puerto Ricohoz, ezért bármi is történt a Scorpionnal, semmi köze a Bermuda-háromszöghöz. Legfeljebb az Atlanti-óceán egyezik. A Legenda nem emlegeti az 1968-ban szintén nyom nélkül eltűnt francia Minerve és izraeli Dakar tengeralattjárókat, mert azok a Földközi-tengeren tűntek el. 1970-ben a francia Eurydice tűnt el, és ismét a Mizar fedezte fel a roncsait. 1973 márciusában az Egyesült Államok Greenling nevű tengeralattjárója járt vészesen közel ahhoz, hogy a Bermuda-háromszög legendáját gyarapítsa: egy beragadt mélységmérő miatt a megengedettnél jóval mélyebbre merült. A hajót nem egészen 100 méter választotta el attól a mélységtől, amelyben feltétlenül összeroppan a filléres alkatrész hibája okán.

### 1969. július 10. –Teignmouth Electrontrimarán
A Legenda: a 12 méter hosszú háromtestű hajót elhagyottan találták Bermuda és az Azori-szigetek között. Ez az ötödik (a többit ld. alább) gazdátlan hajó volt 11 nap leforgása alatt, amelyet egy jól körülhatárolt helyen találtak. Az időjárás hosszú ideje kitűnő volt.
A Picardy nevű hajó a következő koordinátákon találta meg a Teignmouth Electront: É 33°11’ Ny 40°28’. Ez a hely az Azori-szigetektől ~1200 km-re délnyugatra, a Bermuda-szigettől ~2300 km-re keletre van. A Legenda nagyvonalúan hallgatja el a tényt. Így aztán a jól körülhatárolt hely (a többi négy esetet is figyelembe véve) az Atlanti-óceánra általában vonatkozik, amit lehet jól körülhatároltnak nevezni, de kicsinek nem.
A Teignmouth Electron esetében a hajónapló alapján a vizsgálat egyértelműen megállapította, hogy bár a hajó Föld körüli vitorlás-versenyen vett részt, az Atlanti-óceánt nem hagyta el, hanem oda-vissza keringett és hamis rádiójelentéseket küldött a helyzetéről, valamint John Crowhurst a hajónaplót is meghamisította. Az utolsó bejegyzés szerint: Crowhurst feladja a játszmát. A vizsgálat egyértelműen öngyilkosságot állapított meg.

### Az 1969. június-júliusi további négy hajó
- 1969. július 30. – Mapeblank és a gazdátlan hajó
- 1969. július 4. – Vagabond motoryacht
- 1969. július 4. – Cotopaxí és az elhagyott hajó
- 1969. július 8. – Helisoma és a gazdátlan hajó

A Legenda: a Mapeblank nevű brit hajó egy 18 méter hosszú gazdátlan hajóra bukkant Bermudától néhány száz km-re északkeletre. A Cotopaxí egy yacht feltűnését jelentette, amelyen nem tartózkodott senki. A Golar Frost svéd hajó a Vagabondot felvont vitorlákkal, tökéletes rendben, de üresen találta. A Helisoma tartályhajó egy 11 méteres yachtot talált Bermuda és az Azori-szigetek között, és semmi sem jelezte, miért hagyták el a hajót.
A tények: A Mapeblank és a Helsona (ez a helyes neve, nem Helisoma) is felborult hajókat jelentett – ezekről elég könnyen el lehet dönteni, miért hagyták el őket. A Cotopaxí automatikus kormányzásra állított, üres kormányfülkés hajót jelentett, amely a Lloyd társaság szerint korántsem jelenti, hogy elhagyott lett volna.
Az esetek mindegyike bőven kívül esik a Bermuda-háromszögön, a Mapeblank egyenesen Afrika közelében járt.
A Vagabond esete sosem tisztázódott.

### 1969. augusztus –Brendan the Bold
A Legenda: Billy Verity, a tapasztalt hajós egy 12 láb hosszú vitorlással Puerto Ricotól északra tűnt el.
Billy Verity Írországból indult útnak, abból a célból, hogy Szent Brendan utazását megismételje. 1969. augusztus 21-én a Parti Őrség felkérte a környéken tartózkodó hajókat, hogy figyeljék Verityt, mert valószínűleg a Debbie hurrikán útvonalának közelében jár. Billy Verity 1969. szeptember 14-én kikötött San Salvadorban, és „azóta kitűnően mulat azon, hogy a Bermuda-háromszög áldozatai között tartják számon”.

### 1970. november 26. –Jillie Beanmotoryacht
A Jillie Bean yachtot a Legenda egyszerűen csak megemlíti az eltűntek között. A hajó azonban 1970. november 28-án kikötött Miamiban, miután a Parti Őrség már három napja kereste.
Az eset érdekessége, hogy ez volt az első, amikor már a vélt eltűnés bejelentése alkalmával a The Miami Herald a Bermuda-háromszöget emlegette. Korábban egyetlen balesettel kapcsolatban sem merült fel a fogalom, vagyis a források alapján ekkor kezdett a köztudatban elterjedni.
A másik fontos konklúziója, hogy a hajót három napon át néhány helikopter, hat felderítő repülőgép, két őrnaszád és három egyéb hajó kereste, de nem találták, pedig az vígan haladt a vízen, nem süllyedt el, esett darabokra, vagy tört ketté. Az egyik helikopter csak akkor vette észre, amikor már kikötni készültek!

### 1970. november 23. –Piper Comancherepülőgép

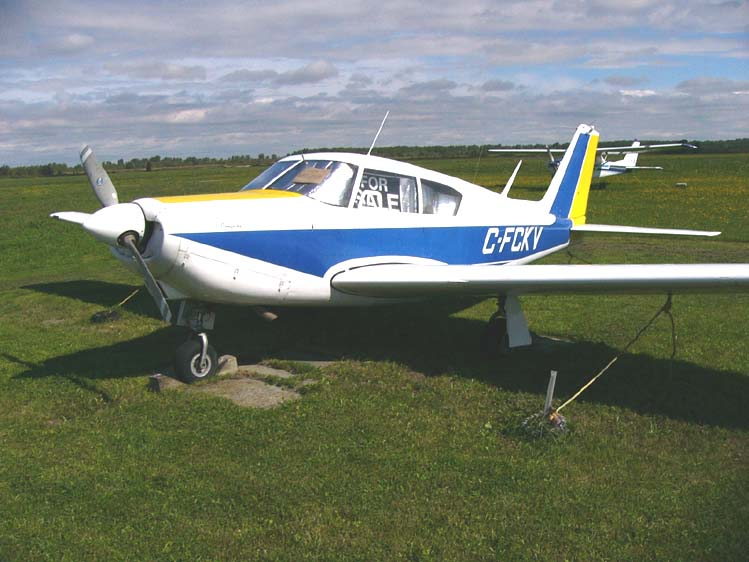
1959-es Piper Comanche modell

A West Palm Beach reptérről felszálló gép 15 óra 45 perckor indult, és összesen hat órányi üzemanyagot vitt magával. 20 órakor kellett volna Jamaicába érkeznie, a keresés csak másnap indult meg. Pilótájának műszeres képesítése nem volt, csak magánrepülő-engedélye, ezért a 17 óra utáni sötétségben valószínűleg nehezen tájékozódott. A gépet sosem találták meg.

### 1971. április 5. –Elizabethteherhajó
A Legenda szerint a New Jerseyben bejegyzett Orinoco Shipping Company teherhajója papírhulladékot szállított Venezuelába. Április 5-én a Bahama-szigetek mellett haladt, és többet nem adott életjelet magáról.
A hajóval kapcsolatosan nincs adat Az Egyesült Államok kereskedelmi hajói című kiadványban, az Amerikai Hajózási Irodában, sőt a cégről sem. A Lloyd Társaság veszteséglistáiban sem szerepel. A hajóra nem hivatkozik a The New York Times és a The Miami Herald 1971. április 15-ig. A Parti Őrség veszteség-nyilvántartó csoportja szerint Elizabeth nevű hajó nagyon sok van, de egyik sem 2000 tonnás, átalakított partraszálló hajó, ráadásul egyik sem tűnt el.
A Legenda terjesztői nyilván egyetlen ősforrásból merítettek, amelyik történetesen tévedett valamelyik adatra vonatkozóan, ezért az állítást ma már nem lehet ellenőrizni.

### 1971. október 15. –El Caribeteherhajó
Az El Caribe a dominikai kereskedelmi flotta legnagyobb hajója volt. Utolsó üzenete szerint másnap reggel 7 órakor érkezik a kikötőbe.
A hajó nem érintette a Bermuda-háromszöget, amely az útvonalából (Kolumbiából Dominikára) következik. A tulajdonosok már másnap bejelentették, hogy szerintük a hajót kubai kalózok térítették el Kubába. A Legendával ellentétben utolsó rádióüzenetét 10-én délben adta le, és 12-i, hajnali 5 órás érkezést adott meg, ekkor ~430 km-re volt Baranquilla kikötőjétől. A keresést csak 15-én indították meg, amikor a hajó már három napos késésben volt és öt napja nem jelentkezett.

### 1972. február 1. –V.A. Foggtartályhajó
A Legenda: a tartályhajó valahol Galveston kikötőjétől délre tűnt el, ahonnan azért futott ki, hogy tartályait kiöblítse. Az automatikus vészjelzést sem adta le, ezért a katasztrófának igen gyorsan kellett történni. Február 14-én egy búvárcsoport megtalálta a hajót, de a legénység egyetlen tagja sem került elő, kivéve a kapitányt, aki még mindig a fülkéjében tartózkodott, kezében egy kávéscsészével. „A rejtélyenek alighanem nincs földi magyarázata.”
A hajó a Legenda szerint is Galveston kikötőjéhez közel járt szerencsétlenül, ez a város pedig mélyen a Mexikói-öbölben van, igen messze a Bermuda-háromszögtől. A megtisztítandó tartályaiban benzolt, vagyis robbanó szénhidrogént szállított. Február 15-én több holttestet találtak a hajóban, többek közt a kapitányt a navigációs fülkében. A kávéscsészét senki sem emlegette. A hajó egyértelműen robbanás áldozata lett: az elülső fedélzet 45°-ban meghajlott jobbra. A robbanás a fedélköz közepétől felszakította a hajót, néhány másodpercen belül elsüllyedt. A tanubeszámolók – többek közt a NASA egyik oktatórepülőjének pilótája – szerint óriási füstgombát láttak felszállni a tengerről. A Legenda állítása, miszerint csak a kapitányt találták meg, abból az újsághírből ered, amely a kapitány holttestének kiemeléséről ad hírt. Ez a cikk azonban nem állítja, hogy nem volt több holttest. A Galveston megyei egészségügyi ellenőrzés vizsgálóbiztosa, Solano hadnagy a holttestek kiemelésénél jelen volt, és háromról emlékszik meg. A búvárok vezetője, Arthur Withing hadnagy jelentése szerint a kapitányt a navigációs fülkében, a mennyezet alatt lebegve találták, a térképasztal lebegett a közelében, de kávéscsészéről szó sincs.

### 1973. március 25. –Anitaszénszállító
Az Anita nem része a Legendának, túl friss volt még Charles Berlitz könyvének írásakor, és mindenki emlékezett még a nyilvánvaló tényekre. A '70-es évek végén azonban már volt, aki „megfoghatatlan rejtélyként” aposztrofálta az esetet.
A rejtély nyitja a testvérhajó, a Norse Variant, amely március 21-én indult Norfolkból, hogy szénrakományát Hamburgba szállítsa. Két nap múlva SOS-jelzést küldött, hogy a New Jersey melletti May-foktól ~270 km-re süllyedőben van, a legénység mentőcsónakokba szállt. Az elsőnek odaérkező Kittiwake hajó már sem a roncsnak, sem a túlélőknek nem találta nyomát. Két nappal később akadtak rá a szerencsétlenség egyetlen túlélőjére, egyébként sem a hajóroncs darabjai, sem egyetlen más túlélő vagy holttest nem került elő.
A szerencsétlenség idején 150 km/h szélsebességet és 13 méteres hullámokat mértek. A megmentett tengerész elmondása szerint a szél letépte a hombárok fedeleit, a magas hullámok pedig átcsaptak a fedélzeten, elárasztva a rakteret, mígnem a kiürítési parancs kiadásától számított öt percen belül elsüllyedt a hajó.
Pontosan azon a napon, amikor Gabrielsen tengerészt kimentették, jelentették a Norse Variant testvérhajójának, az Anitának eltűnését, amely két órával a Norse Variant után indult útnak, ugyanonnan és ugyanoda tartott, ugyanolyan rakománnyal. Az Anitának nem volt ideje vészjelzésre sem, egyetlen mentőövön kívül semmit sem találtak a kutatás során, amely a hajóhoz tartozott volna.
Az egyetlen megmentett túlélő híján a Norse Variant és az Anita ikerhajók együttes eltűnése ma a legnagyobb feltűnést keltő eltűnés lenne, és senki sem beszélne az orkánszerű szélről, csak arról, hogy a két hajóból semmilyen maradvány, és egyetlen holttest sem került elő.

### 2017. május 15. – Mitsubishi MU-2B típusú két hajtóműves turbópropelleres utasszállító kisgép.
A gép fedélzetén négy ember, a jó nevű New York-i Skylight Group divatcég alapító- vezérigazgatója, a 40 éves Jennifer Blumin, valamint két kisfia, továbbá a repülőgép pilótája, az 52 éves Nathan Ulrich tartózkodott.
A repülési terv szerint a gépnek Titusville-ben kellett volna landolnia.
A tervezett repülési útvonal térségében hétfőn ideálisak voltak a meteorológiai körülmények. A Skylight Group tulajdonában álló üzleti géppel – eseménytelen repülés után – helyi idő szerint délután kettő óra tíz perckor szakadt meg az összeköttetés, a Bahama-szigetekhez tartozó Eleuthera térségében.
A miami körzeti légi irányítás hirtelen vesztette el a kapcsolatot a géppel, és mielőtt a MU-2B eltűnt volna a radarernyőről, a repülőgép fedélzetéről sem vészhelyzetet, sem pedig rendkívüli repülési eseményt nem jelentettek.
A valóság ez esetben is az, hogy az ideális repülési körülményeknek nevezett időjárás valójában zivataros, alacsony felhőzettel, és a légiforgalmi irányító 25 perccel a baleset előtt figyelmeztette a pilótát a jegesedés veszélyére.

## Magyarázatok

### Misztikus magyarázatok
Elterjedt elképzelés a Bermuda-háromszög rejtélyére Atlantisz megmaradt technológiájának hatását okolni. Sokan állítják, hogy a Bimini szigetek közelében volt a legendákból ismert, elsüllyedt kontinens. A hipotézis azonban nem bizonyítható, mert egyfelől a Bimini szigeteket a geológusok természetes képződménynek tartják, másrészt Atlantisz technológiája ismeretlen, ezért ennek hatásai is teljesen beláthatatlanok.
Népszerű magyarázattá vált az UFO-kkal kapcsolatos elmélet is, amely szerint esetleges földön kívüli idegen lények tevékenysége okozza a rejtélyes baleseteket.
A paranormális okokat a Bermuda-legenda létrehozója, Charles Berlitz taglalta a legteljesebben 1974-ben.

#### Gonosz örvény elmélet
A gonosz örvények elméletét Ivan T. Sanderson és a SITU alkotta meg 1968-ban. Elméletük szerint az északi és a déli félgömbön is azonos távolságban, egymástól 72°-os szöget bezárva 5-5 örvényzóna létezik, amikhez hozzávették még a sarkokat is, így 12 darab veszélyes övezetről beszélnek, ahol különleges események történnek, a fizika törvényei néha nem működnek, esetleg paranormális és ismeretlen eredetű földönkívüli tevékenység zajlik.

### Természetes magyarázatok
A Lloyds biztosítótársaság archívumai szerint az eltűnésekben említett járművek közül igen sok nem a Háromszög területén szenvedett balesetet. Az Egyesült Államok Parti Őrségének feljegyzései szerint a rendszeres átmenő forgalomhoz képest az eltűnések száma csekély. A Parti Őrség dokumentációi legtöbbször ellentmondanak a Legendában állított körülményeknek. „A hajók és repülőgépek a háromszögben pontosan ugyanúgy viselkednek, mint bárhol a világon”. Ernest Taves és Barry Singer szkeptikus kutatók erősen hangsúlyozzák azt a körülményt, hogy a Legenda-irodalomból jól meg lehet élni.

#### Iránytű
Mágneses anomáliákat kerestek a térségben, aminek vizsgálatára az a körülmény adott okot, hogy a Háromszög áldozatai néha az iránytűk rendellenességeiről számoltak be utolsó üzeneteikben. A mágneses tér szerkezetében azonban eddig még semmiféle anomáliát nem találtak.
Az iránytű-problémákról beszámoló Tudor IV repülőgép-ről ismert, hogy előzőleg hibás iránytűvel szállt le az Azori szigeteken is, amely később újra elromlott. A 19. repülőraj parancsnokának, Taylor hadnagynak is elromlott a pörgettyűs iránytűje, ami abban az időben nem volt szokatlan jelenség. A tragédiát azonban feltehetően a zavarodottsága okozta, valamint az, hogy nem adta át a parancsnokságot olyannak, akinek még működött az iránytűje. A pörgettyűs iránytűnek ráadásul semmi köze a mágnesességhez. E helyzetben mágneses anomália esetén minden mágneses iránytűnek is el kellett volna romlania, ami nem történt meg.

#### Szándékos pusztítások
Az esetek egy részében feltehető szándékosság vagy háborús veszteség is. A Cyclops, a Proteus és a Nereus is háborús években veszett el. A Karib-tengeren igen gyakori a kalózkodás is.

#### Emberi mulasztás
A veszteségek egy hányadát emberi hiba, mulasztás, tévedés vagy műszaki hiba is okozhatta. Ezek közé tartozik a V.A. Fogg, a Scorpion vagy a Marine Sulphur Queen esete[forrás?].

#### Golf-áramlat
A Golf-áramlat nem a balesetekben, hanem a roncsok eltakarításában játszik szerepet. Mindazon törmelékek és olajfoltok, amik esetleg megmaradtak egy-egy baleset után, a keresés megindításakor már több száz kilométerre sodródhattak a keresési pozíciótól.

#### Viharok
A Bermuda-háromszög hurrikánzóna. 1492-ben járt erre először európai, és már 1502-ben Francisco de Bobadilla spanyol flottáját elpusztította egy hurrikán.

#### Gázbuborék
Elterjedt szkeptikus feltételezés szerint a kontinentális talapzat rétegei a térségben metánt és más szénhidrogéneket tartalmaznak. Ezek kitörések formájában felszabadulhatnak, és elsüllyeszthetik a hajókat. A gázbuborék-elmélet azonban a repülőgépek esetében kevésbé lehet életképes.[forrás?]

#### Lawrence David Kusche következtetései
- A hajók és repülőgépek eltűnése a térségben arányaiban semmivel sem nagyobb, mint a világon máshol;
- A területen évente több viharszezon van, az eltűnések legtöbbször ezekkel kapcsolatosak, sem rejtély és titokzatosság, sem aránytalanság nincs benne;
- A felületes „kutatás” a számokat eltúlozza:
  - Több hajó épp csak késett néhány napot, de eltűnéséről számoltak be;
  - Az eltűnések egy része egyáltalán nem igazolható;
  - Az eltűnések nagy része nem a Bermuda-háromszögbe tehető;
- A Bermuda-háromszög rejtélye mesterségesen gerjesztett, tudatosan életben tartott, szenzációhajhász legenda.

A Bermuda-háromszög a világ egyik legforgalmasabb vízfelülete. Mind a kereskedelmi, mind a turista-útvonalak itt futnak össze, hozzáadódva a floridai tengerpart amatőr és szolgáltató hajósainak és repülőinek számához. Csak Bermuda reptere évente több mint 50 ezer járatot fogad és indít. Mindezekhez még Fort Lauderdale katonai bázisának forgalma is hozzászámítható. Ehhez a forgalomhoz viszonyítva a balesetek száma elenyészően kicsiny.
A világ bármely más tengerén is előfordulnak elsőre rejtélyesnek tűnő balesetek, eltűnő hajók, vagy előkerülő de személyzet nélküli hajók, repülők, amelyek nem adnak vészjelzést. A látszólagos bermudai koncentráció a nagy számok törvényében lakozik, valamint abban, hogy még a nem itt történt baleseteket is igyekeznek ide helyezni, esetenként igen távoli, Afrikához vagy Írországhoz közeli, de gyakran az Azori-szigetek térségében történt szerencsétlenségeket.
A Puerto Rico – Kuba – Florida térség évenként kétszer hurrikánszezont él át. Az eltűnések jó része – amikor a Legenda ideális hajózó időt emleget – hurrikánok idején történt.
A Bermuda-háromszög különleges – bár nem egyedi – jellemzője, hogy mind hajóval, mind repülővel könnyű eltévedni a sok egyforma korallszirt között, ahogy az a 19. repülőrajjal is történt.
A Legenda előszeretettel emlegeti: előfordult, hogy a hajó fedélzetén tartózkodókat halva találták. Külsérelmi nyomok a halottakon nem voltak fellelhetők. Valójában egyetlen-egy ilyen eset sem volt – fentebb áttekinthető az összes Bermuda-háromszöggel kapcsolatos eset, és ilyen mondat egyiknél sem, még a Legendában sincs. Ez az állítás tipikus folklór-elem, a könyvről könyvre vándorló ellenőrizetlen közlések termése.
A Bermuda-háromszögben semmilyen rejtélyes erő nem működik, csak a szenzációra éhes emberek fantáziája. Charles Berlitz minden szeme elé kerülő, az Atlanti-óceánnal kapcsolatba hozható balesetet a Bermuda-háromszög számlájára írt (sőt még Mexikó nyugati partjainál is volt egy általa emlegetett eset), a körülményeket meghamisítja, az eseményeket úgyszintén. Forrásolás nélküli és adatolhatatlan közléseit igen sokan, köztük Nemere István is készpénznek vette, és önálló teóriákat állítanak fel a semmiről. A Legenda-gyártók másod-, harmad- (sokad-) kézi adatokból dolgoznak, de minden közlésük végső soron Berlitzre vezethető vissza, akinek munkája viszont nem tudományos jellegű, annak követelményeit sem formai, sem tartalmi szempontból nem elégíti ki. Adatai a tüzetes vizsgálatok (valódi forrásokkal való egybevetések) alkalmával legtöbbször légből kapottnak minősülnek. A Legendában szereplő járművek egy részének létezéséről semmilyen bizonyíték nincs, más részük nem is tűnt el, sőt balesetet sem szenvedett, csak a korabeli napilapok adtak hírt a keresésükről. A megtalálásuk híradását a Legenda már nem részletezi. Berlitz szerint az időjárás mindig ideális, de ha nem, akkor hozzáteszi, hogy a hajós elég tapasztalt volt ahhoz, hogy egy kicsiny vihar ne tehessen kárt benne.
A tudományos magyarázatok épp ezért teljesen feleslegesek. Egyetlen olyan, a legendákban megemlített eltűnési esemény sincs, amelyhez ezekhez kellene folyamodni. Például a viharban elsüllyedt Cyclops esetében teljesen felesleges metánbuborékot vagy tenger alatti vulkánkitörést feltételezni, amikor minden okunk megvan annak feltételezésére, hogy viharban süllyedt el. A tudományos magyarázatok a Legenda nem létező körülményei alapján dolgoznak, ezért bár fontos felismeréseket köszönhetünk a tudományos munkának, maguk a rejtélyes eltűnések nem léteznek. Egyetlen példa elég ennek belátására. 1995-ben az akkori világ egyik legmodernebb vadászgépe, egy F–14 Tomcat 1200 km/h-s sebesség mellett egyszer csak felrobbant. Ha nem lett volna a közelében a repülőgép-anyahajó, akkor a katapultált pilóták nem sokkal élhették volna túl a balesetet, mert mindketten másodfokú égési sérüléseket szereztek, önmagában az is csoda, hogy a hangsebesség környéke körül sikeresen katapultálhattak. Ez lehetne a Bermuda-háromszög legnagyobb rejtélye, mindenki arról beszélhetne, hogy a sok milliós technika hogyan tűnhetett el olyan hirtelen, hogy vészjelzések leadására sem volt ideje. A valóságban az ok meglehetősen prózai: minimális olajszivárgás keletkezett és az utánégető berobbantotta a motort. A repülőgép tizedmásodpercek alatt megsemmisült, és néhány perc múlva a maradványai is elsüllyedtek.

#### Infrahangok
Az egyik legérdekesebb és tudományosan hihető magyarázatok közé tartozik Vlagyimir Azsazsa orosz oceanográfus infrahangokkal kapcsolatos elmélete. Az infrahangok emberi fül által nem hallható (16 hertz alatti) hangrezgések.
Elismert orosz és amerikai tudományos folyóiratokban publikált cikkeiben Azsazsa felveti, hogy a térségben előforduló viharok a helyi speciális körülmények következtében erőteljes infrahangokat keltenek és ezek elég erősek ahhoz, hogy hajók és repülőgépek baleseteit okozzák. Azsazsa elmélete a szovjet „Tudomány és élet” című magazinban is megjelent. Hasonló elmélettel állt elő a szovjet I. Bojetyin tudományos író is.
A Moszkvában megjelenő Nemzeti Figyelő 1997. november 15-i számában megjelent interjújában Azsazsa kijelenti, hogy az infrahangok keltésében nagy szerepe van olyan tényezőknek, mint a tengervíz hőmérsékletének hirtelen változása a mélységgel, valamint egy tenger alatti ellenáramlatnak.
Az amerikai Nemzeti Óceán- és Légkörkutatási Hivatal (U.S. National Oceanic and Atmospheric Administration, röviden: NOAA, Boulder, Colorado, USA) hullámterjedéssel foglalkozó tudósai megerősítették, hogy viharok alkalmával az infrahangok teljesítménye megnövekszik és az ilyen hanghullámok akár több ezer kilométeres távolságig elhatolhatnak. A NOAA oceanográfus kutatója nyilatkozata szerint a térségben a Golf-áramlat miatt nagyon élesen változik a hőmérséklet és hogy a különböző hőmérsékletű vizek helytől függően növelhetik vagy csökkenthetik az infrahangok intenzitását.
Azsazsa fenti nyilatkozata szerint „az infrahangok egyes helyeken olyan erősek lehetnek, hogy a közelben tartózkodó élőlények elpusztulnak. A halált szívmegállás vagy a vérkeringési rendszer roncsolódása okozza.” Gyengébb hatás esetén rosszullét, rossz közérzet, szédülés, valamint pánik és menekülési kényszer léphet fel, melynek során a legénység elmenekül a helyszínről. A hajó vagy repülőgép berendezései, vagy a teljes géptörzs rezgésbe jön, ekkor egyes műszerek vagy az irányításhoz szükséges alkatrészek károsodhatnak, de olyan mértékű rezonancia is felléphet, melyek szó szerint „szétrázzák” a hajó vagy repülő testét. Ilyenkor az alkatrészeken törések léphetnek fel, melyek látható okok híján pánikba ejthetik a személyzetet.
Franciaországban elvégzett kísérletek szerint infrahangok károsíthatják a hajókat, és Dr. Freeman Hall, a NOAA Hullámterjedési laboratóriuma légköri akusztikus programjának vezetője megerősítette, hogy komoly viharok okozhatnak ilyen jelenségeket, amik emberek életére is veszélyesek lehetnek. Az elméletet a gyakorlatban egyelőre nem tudták tesztelni, mivel ahhoz megfelelő körülmények (tengeráramlás, speciális hőmérsékleti viszonyok) és hatalmas (viharok által létrehozott) energiák szükségesek hozzá.

### A Legenda irodalma
- Charles Berlitz: Bermuda-háromszög. Ablak a kozmoszra? (ford. Zimmler Tamás), Új Vénusz Lap- és Könyvkiadó, Budapest, 1991, ISBN 963-7755-00-4
- Nemere István: Titkok könyve, Magyar Eszperantó Szövetség, Budapest, 1986, ISBN 963-571-142-5

### Szkeptikus irodalom
- Kusche, Lawrence David. A Bermuda-háromszög rejtélye. Zrínyi Katonai K. (1979). ISBN 963-326-760-9
- Egy magyarázat

### Angol nyelvű irodalom
- Gian J. Quasar. Into the Bermuda Triangle: Pursuing the Truth Behind the World's Greatest Mystery, (Reprinted in paperback (2005) ISBN 0-07-145217-6), International Marine / Ragged Mountain Press (2003). ISBN 0-07-142640-X
- Charles Berlitz. The Bermuda Triangle, 1st, Doubleday (1974). ISBN 0-385-04114-4
- Lawrence David Kusche. The Bermuda Triangle Mystery Solved. Buffalo: Prometheus Books (1975). ISBN 0-87975-971-2
- John Wallace Spencer. Limbo Of The Lost (1969). ISBN 0-686-10658-X
- David Group. The Evidence for the Bermuda Triangle. Wellingborough, Northamptonshire: Aquarian Press (1984). ISBN 0-85030-413-X
- Daniel Berg. Bermuda Shipwrecks. East Rockaway, N.Y.: Aqua Explorers (2000). ISBN 0-9616167-4-1
- Richard Winer. The Devil's Triangle (1974). ISBN 0553106880
- Richard Winer. The Devil's Triangle 2 (1975). ISBN 0553024647
- Adi-Kent Thomas Jeffrey. The Bermuda Triangle (1975). ISBN 0446599611

## Külső hivatkozások
- Repülnek-e a légitársaságok a Bermuda-háromszögben? – Aeropark magyar repüléstörténeti múzeum Youtube csatornája, 2023.03.26.
- A Bermuda-háromszög földrajzi középpontjának helye